# Wunderwaffe

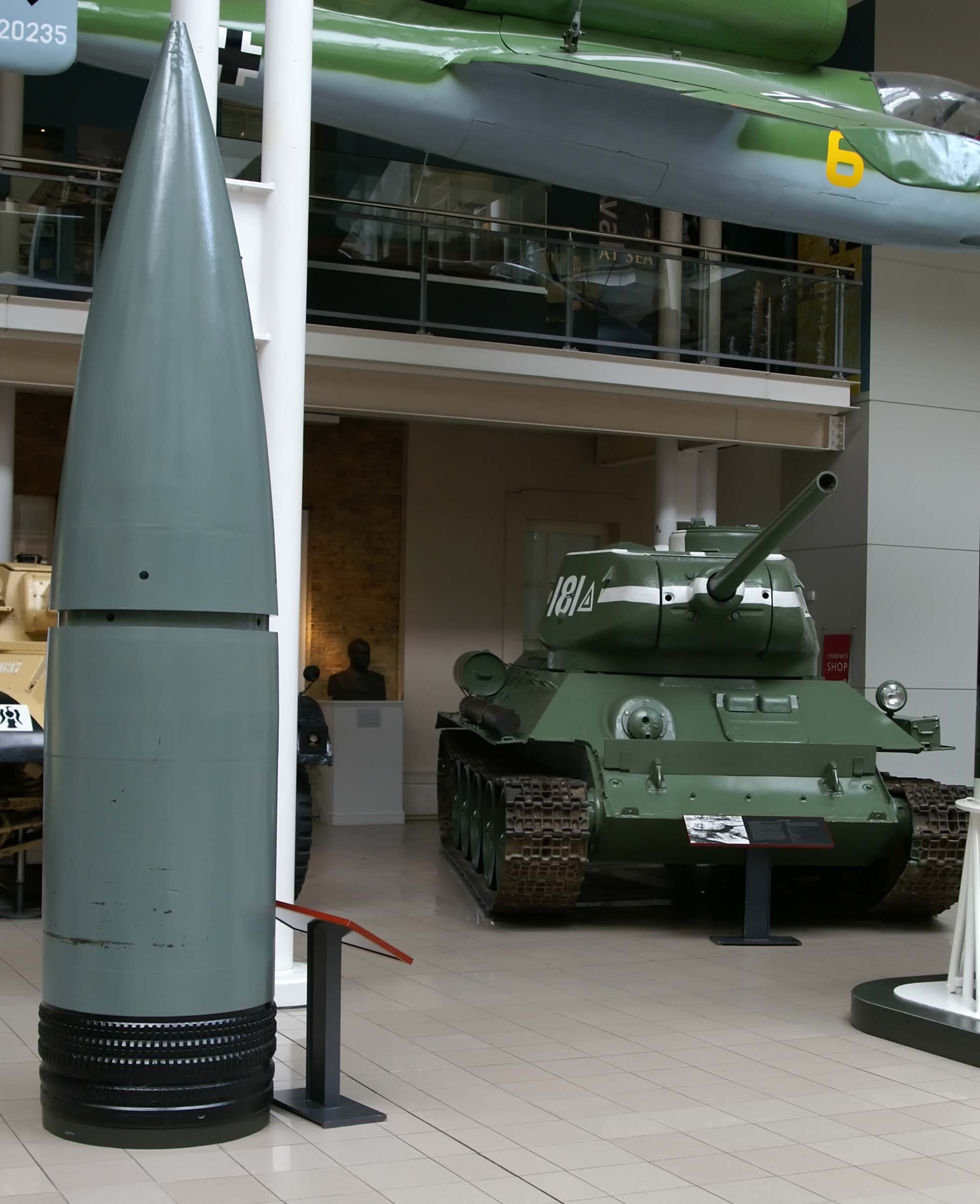
Obus de 800 mm utilisé par le canon Gros Gustav, obusier ferroviaire de type super-lourd élaboré par les ingénieurs allemands de Krupp à partir de 1937 et dont le premier exemplaire a été livré en 1941, il ne tirera que 48 obus en situation opérationnelle. Les deux exemplaires (le deuxième ne sera jamais utilisé) seront remisés à la demande du ministre de l'Armement Albert Speer en 1943 et détruits en 1945. La photo montre cet obus exposé à l'Imperial War Museum, à côté d'un T34/85.

Ne doit pas être confondu avec Les Armes miraculeuses.
 (5 septembre 2018).
- Si vous ne connaissez pas le sujet, laissez ce bandeau (vous pouvez alors contacter les auteurs).
- Si vous supprimez le contenu mis en cause (vous pouvez préalablement contacter les auteurs),

argumentez précisément cette suppression dans la page de discussion
(un manque de référence n'est pas un argument ; une recherche réelle de référence doit avoir été effectuée, être formellement documentée).
Wunderwaffe (en français : « arme miraculeuse ») est un terme allemand utilisé par le ministère du Reich à l'Éducation du peuple et à la Propagande, dirigé par Joseph Goebbels, pour désigner des armes révolutionnaires censées permettre le renversement de la situation militaire catastrophique du Troisième Reich à la fin de la Seconde Guerre mondiale et assurer sa victoire ultime.

## Étymologie
Wunderwaffe est un terme allemand, de Wunder, « miracle » et Waffe, « arme » ; au pluriel, Wunderwaffen[réf. souhaitée].

## Illusions et réalités

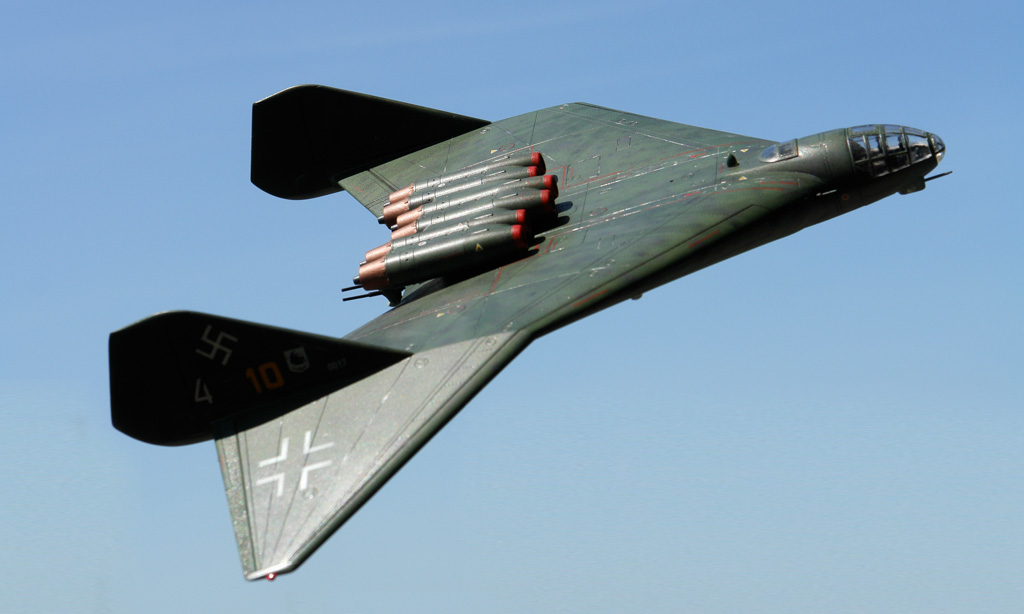
Maquette d'un Arado AR E555, un avion conçu dans l'Allemagne nazie mais qui n'a jamais été construit.

La plupart de ces armes n'ont guère dépassé le stade de projet ou de prototype ou n'ont été utilisées que trop tard et en trop petites quantités par la Wehrmacht pour avoir eu un véritable impact sur le déroulement des opérations.
L'ambition nazie ne connaissant plus de limites – servie par des compétences techniques qui, quoique exceptionnelles, étaient largement insuffisantes –, on vit se multiplier sous la férule d'Adolf Hitler des projets d'une grande audace scientifique, voire, pour certains, totalement farfelus relevant plus de la science-fiction que de l'ingénierie. Ainsi, les super-V2 gigognes, le projet de bombardier stratosphérique Arado Ar-E 555 capable en théorie de frapper la côte Est des États-Unis en emportant une éventuelle bombe atomique, les rayons de la mort (« découverts » par Robert Ley en avril 1945 et dont une enquête diligentée par les services de Speer démontre l'excentricité), ou celui plus extraordinaire encore de bombardier sub-orbital Silbervogel développé sur papier par l'ingénieur Eugen Sänger se sont révélés déraisonnables.
Le 2 août 1939, les physiciens Albert Einstein et Leó Szilárd ont envoyé une lettre au président des États-Unis Franklin Roosevelt pour avertir que l'Allemagne nazie était capable de se doter d'une bombe atomique. Les services de renseignement américains ont alors collecté des informations provenant de l'Allemagne nazie, en enlevant des documents et en débauchant les scientifiques allemands. En septembre 1943, des chercheurs d'Allemagne, du Royaume-Uni, du Canada, des États-Unis et autres pays d'Europe se mirent au travail pour le projet Manhattan. Les Allemands possédaient d'importantes réserves d'uranium, qui sont finalement tombées dans les mains des Américains.
À partir de 1944, avec la dégradation de la situation militaire, les armes miracle sont abondamment utilisées par la propagande, qui réalise des films pour les actualités filmées ou des reportages pour la presse écrite, évoquant les dégâts de ces armes sur les villes britanniques. Pendant l'automne et l'hiver 1944-1945, la population adhère diversement au discours sur ces nouvelles armes, mais leur existence est encore certifiée par des courriers en mars 1945 : pour les convaincus, la guerre est alors vue comme une course contre la montre, pour parvenir à achever ces nouveaux équipements, mais, ceux-là mêmes commencent à voir leurs espoirs déçus au fil du mois de mars. Les responsables du parti eux-mêmes semblent peu convaincus de l'efficacité de ces armes et de leur capacité à renverser le cours de la guerre. Pour les sceptiques, de plus en plus nombreux au fil du conflit, ces armes sont objet de plaisanteries : les V1 sont appelés Volksverdummer Nr 1 (en français : « abêtisseur du peuple no 1 ») ou encore Versager Nr 1 (en français : « perdant no 1 »).
Toutefois, si leur développement tardif n'a pas eu de réelle influence sur l'issue du conflit, ces armes ont suscité après la chute du Troisième Reich l'intérêt de plusieurs des pays vainqueurs. La récupération des avancées technologiques importantes mises au point par le complexe militaro-industriel allemand a notamment pris la forme de programmes structurés menés par les services secrets de nations, tels que Opération Paperclip (États-Unis), Département 7 (URSS), T-Force (en) (Royaume-Uni) ou la France.
La capture du centre d’essai de Peenemünde par les Soviétiques, des archives allemandes relatives au programme de missiles tactiques et balistiques du programme Vergeltungswaffen (V-Waffen) et surtout de l’équipe de savants et techniciens de Werner von Braun par l’intermédiaire de Paperclip ont ainsi permis le développement des missiles balistiques US et surtout du programme spatial de la Nasa.
Si la plupart des projets et spéculations paraissent irréalistes dans le contexte d'une Allemagne réduite à un champ de ruines par l'issue du conflit, reflété de façon emblématique par Dresde dès après les bombardements de février 1945, les réalisations récentes des ingénieurs allemands qui avaient dépassé le stade du prototype, tel l'avion Messerschmitt Me 163 Komet, semblaient donner crédit aux envolées lyriques du Dr Goebbels sur la contribution des Wunderwaffen à l'issue de la guerre. Les interventions de ce dernier à la radio allemande, destinées à galvaniser une population réduite à vivre sous les abris, s'éloignaient de plus en plus de considérations concrètes, à mesure que les chars adverses achevaient la conquête du territoire allemand sur deux fronts. De sorte que la frontière est floue entre les modèles effectivement produits industriellement et les Wunderwaffen théoriques ou prototypiques, et seule la situation arrêtée lors de la reddition les sépare.

## Guerre terrestre

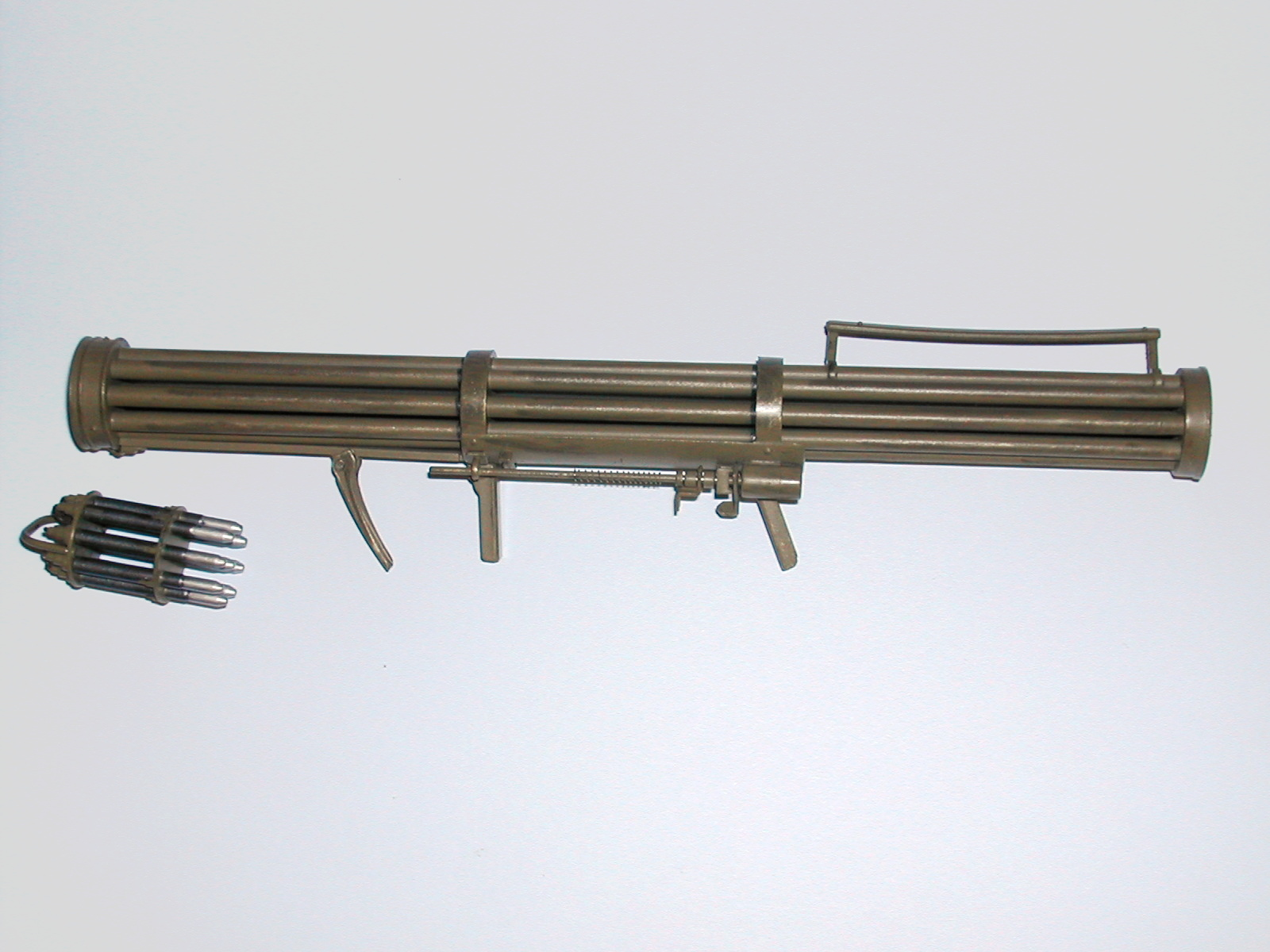
Fliegerfaust
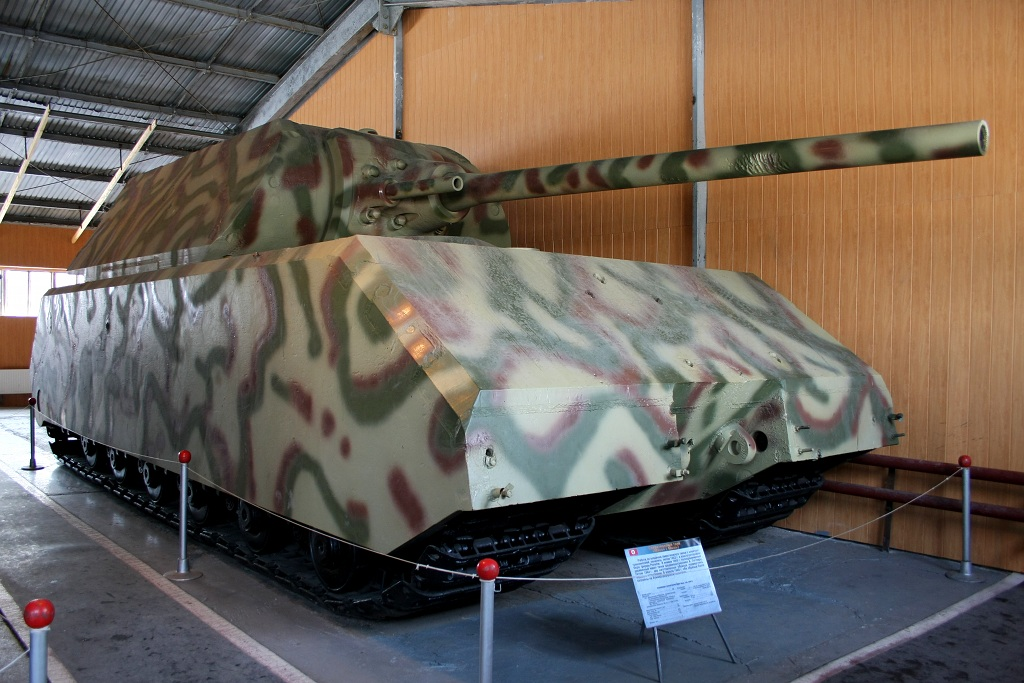
Le Panzer VIII Maus (« souris ») du musée de Kubinka.
profil du chasseur de char E-25
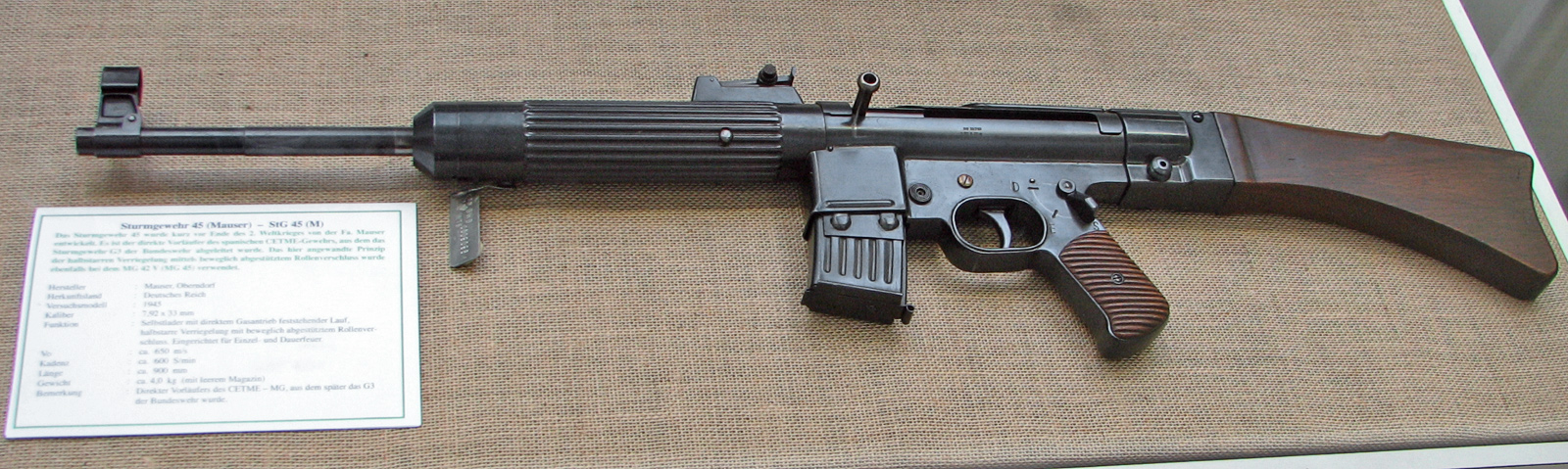
Rare exemplaire conservé du Sturmgewehr 45 M
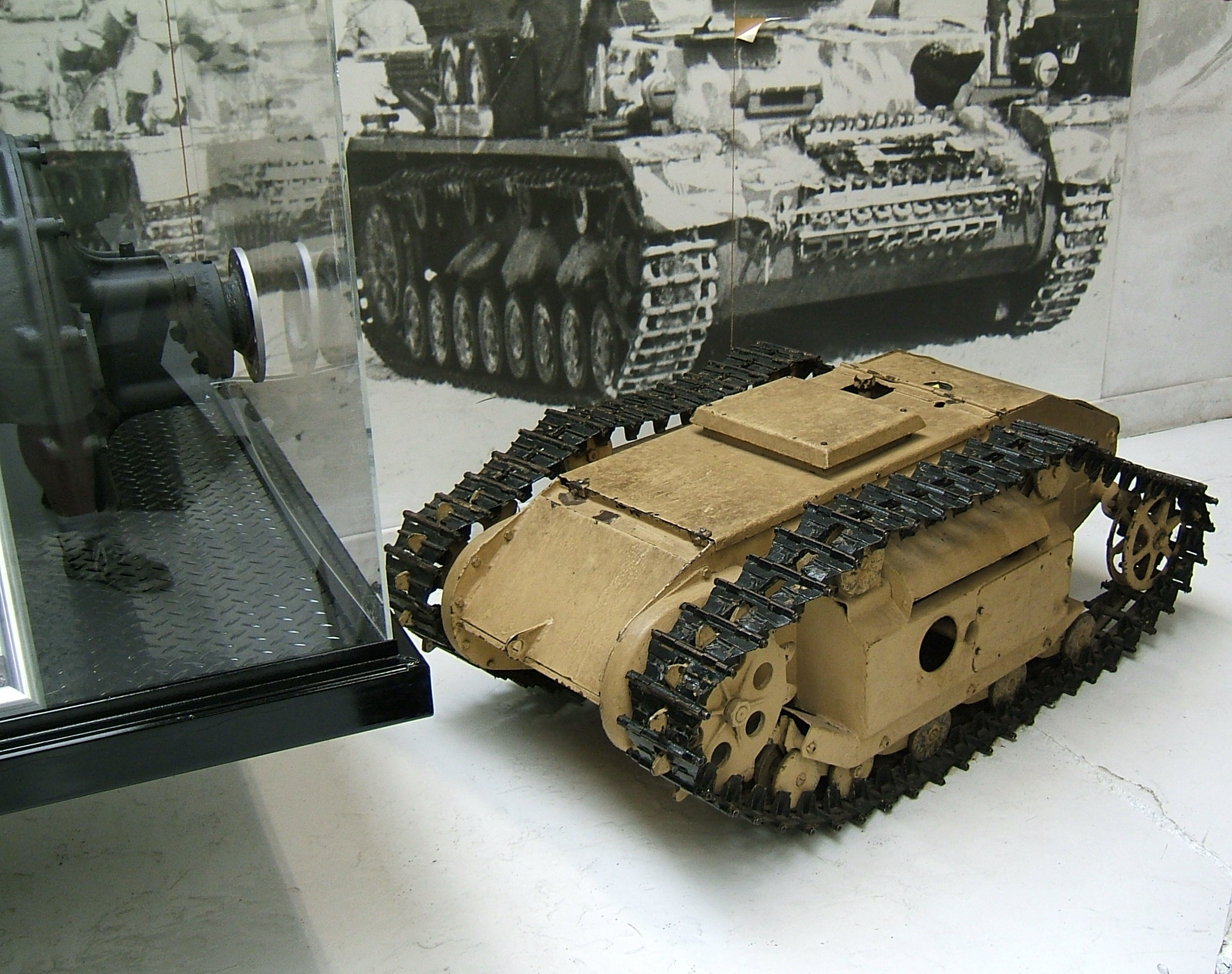
Engin teleguidés Goliath (chenillé)

- Armement individuel de pointe : premiers fusils d'assaut Sturmgewehr 44 puis 45 ; Panzerfaust et Panzerschreck ; MG 45 ; équipements de vision nocturne pour fusils d'assaut (Vampir) et chars (Sperber).
- Engins chenillés téléguidés de destruction : Goliaths.
- Chars super-lourds et monstres blindés : les Entwicklungsserie (Entwicklung : litt. développement)[8]: La « série E » fut à l'origine lancée par Heinrich Ernst Kniekamp dès 1942. Le projet global visait à remplacer les chars et chasseurs de chars (Jagdpanzern) alors en service. Ce programme fut accepté par Hitler en 1943, l'ensemble des six engins prévus dans le projet utilisant des pièces standardisées afin d'en faciliter la production et la maintenance — souci récurrent et priorité absolue du ministre de l'économie Albert Speer. Le programme « vivota » jusqu'en 1944 c'est-à-dire jusqu'au moment où il devint évident que l'économie allemande en ruine ne pourrait jamais donner suite à ces extraordinaires projets. Le plus « achevé » de ces monstres (dont fait, par exemple, partie le Panzerkampfwagen VIII Maus) fut l'E-100, doté d'un canon de 128 mm ou d'un de 150 mm. Quelques exemplaires ont été capturés par les Britanniques à l'état d'éléments non assemblés lors de leur progression dans le nord-ouest et le nord de l'Allemagne pendant l'opération Varsity entre autres. Mais le plus improbable de ces programmes de super-blindés est le Landkreuzer Projekt (avec le « char » p. 1000 Ratte (rat)) datant de 1942.

## Guerre aérienne: la défense du Reich et l'Amerika Bomber

### Défense du Reich
Les Allemands ont effectivement conçu de nombreux prototypes aux caractéristiques tout à fait inhabituelles et ont même mis en service un certain nombre d'armes en avance sur leur temps.
Citons ainsi, parmi les armes étant entrées en service :
- les chasseurs à réaction Me 262 et He 162, ou encore le bombardier à réaction Ar 234,
- les avions fusées Me 163,
- les missiles V1 et V2,
- les missiles anti-navires Fritz X et Henschel Hs 293,
- les roquettes air-air R4M,
- les radars embarqués sur avions Lichtenstein et surtout l'ultra-moderne Radar FuG 240 Berlin.

Parmi les prototypes ayant été effectivement fabriqués :
- les ailes volantes Horten, dont la Horten Ho 229 à réaction conservée au National Air and Space Museum,
- l'avion à voilure delta Lippisch DM-1 conservé au National Air and Space Museum,
- l'avion fusée Bachem Ba 349 Natter,
- les missiles air-air, dont le Kramer X4,
- les missiles sol-air Taifun F (de), Enzian, Rheintochter, Schmetterling, F25, Feuerlilie (de) ou Wasserfall[9].

Dans l'idée d'impressionner et rassurer les populations, les colossales tours de défense anti-aérienne et leur armement étaient un élément clef de communication puisqu'elles servaient également d'abri aux populations. Elles étaient notamment équipées d'affuts doubles de 12,8 cm FlaK 40.

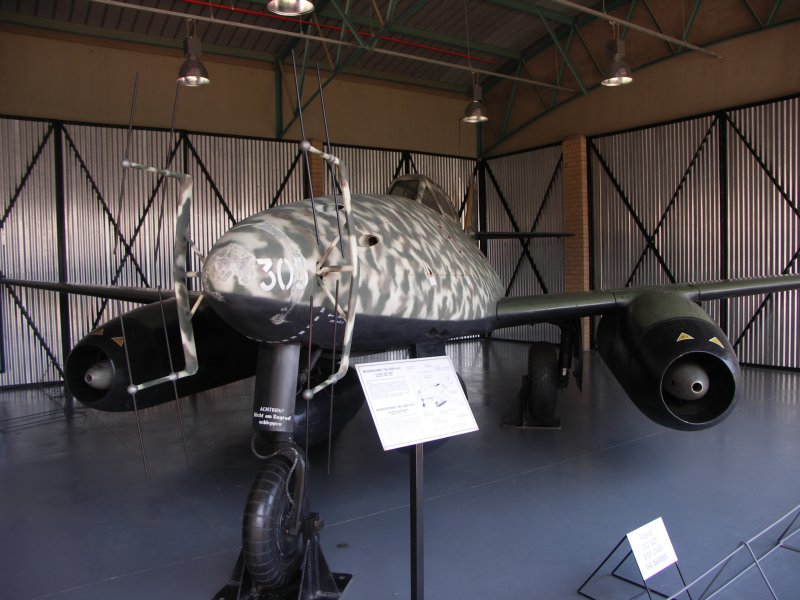
Un Me 262 avec radar FuG-218
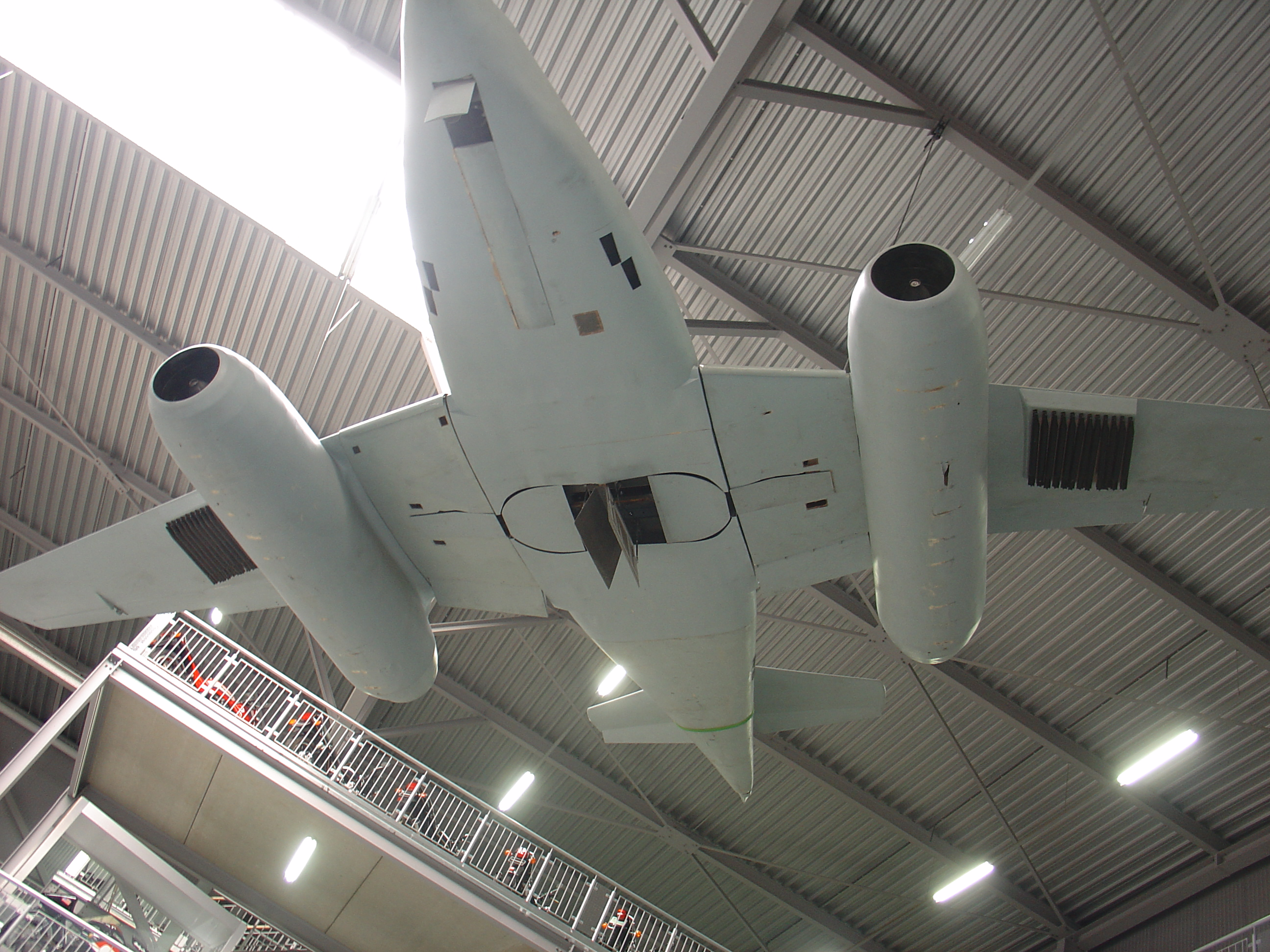
Un Me 262 avec lance-roquettes air-air R4M
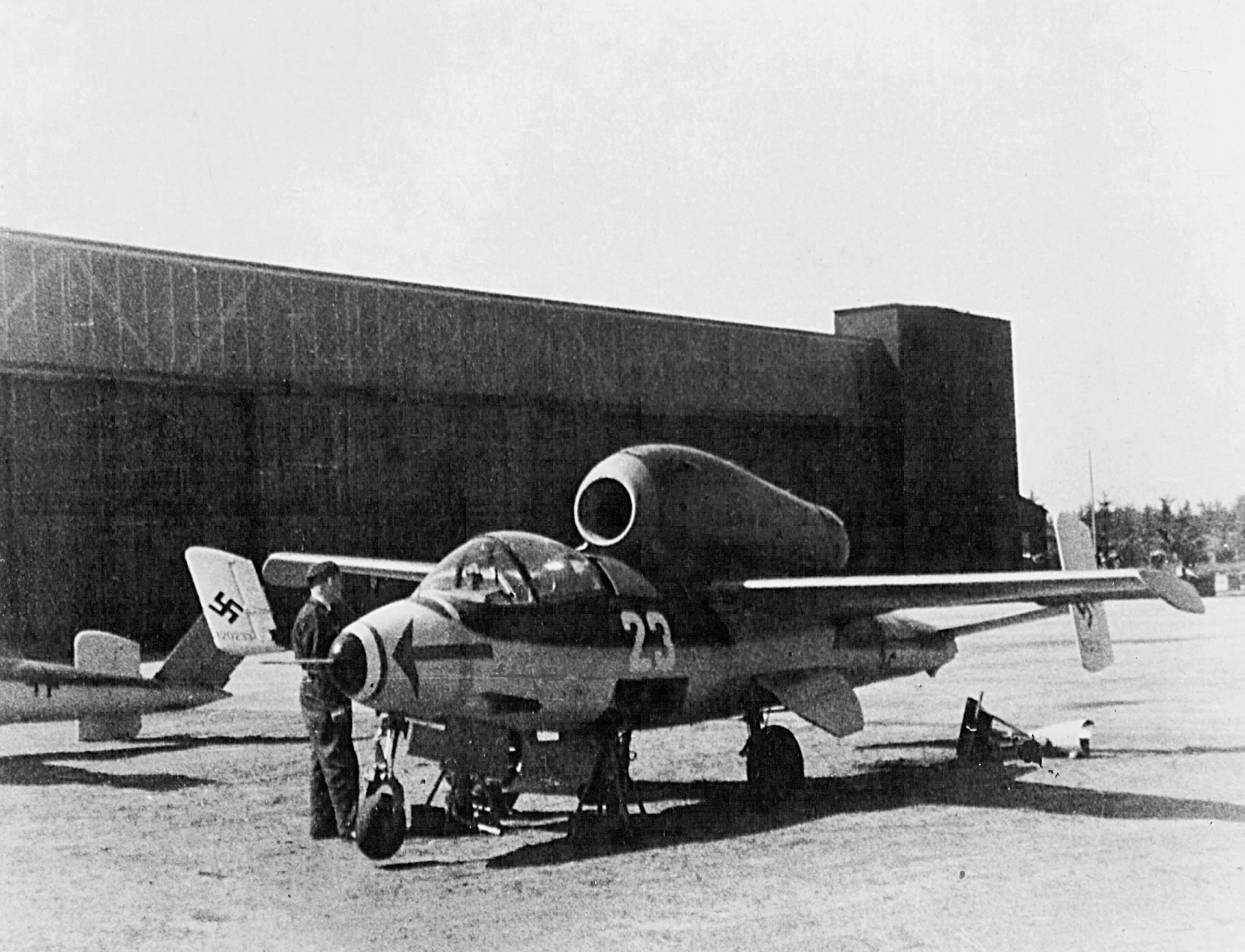
Des He 162 en 1945
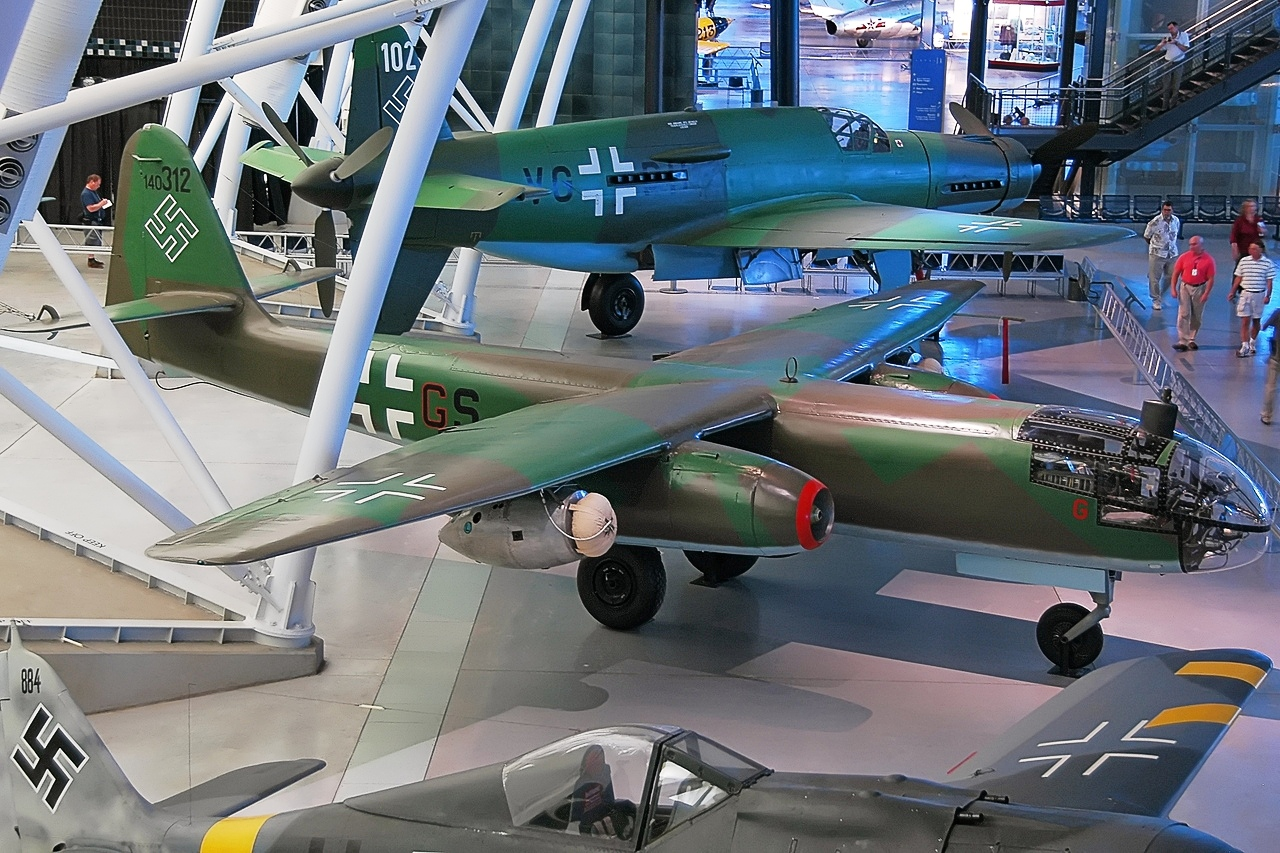
Le bombardier à réaction Arado Ar 234
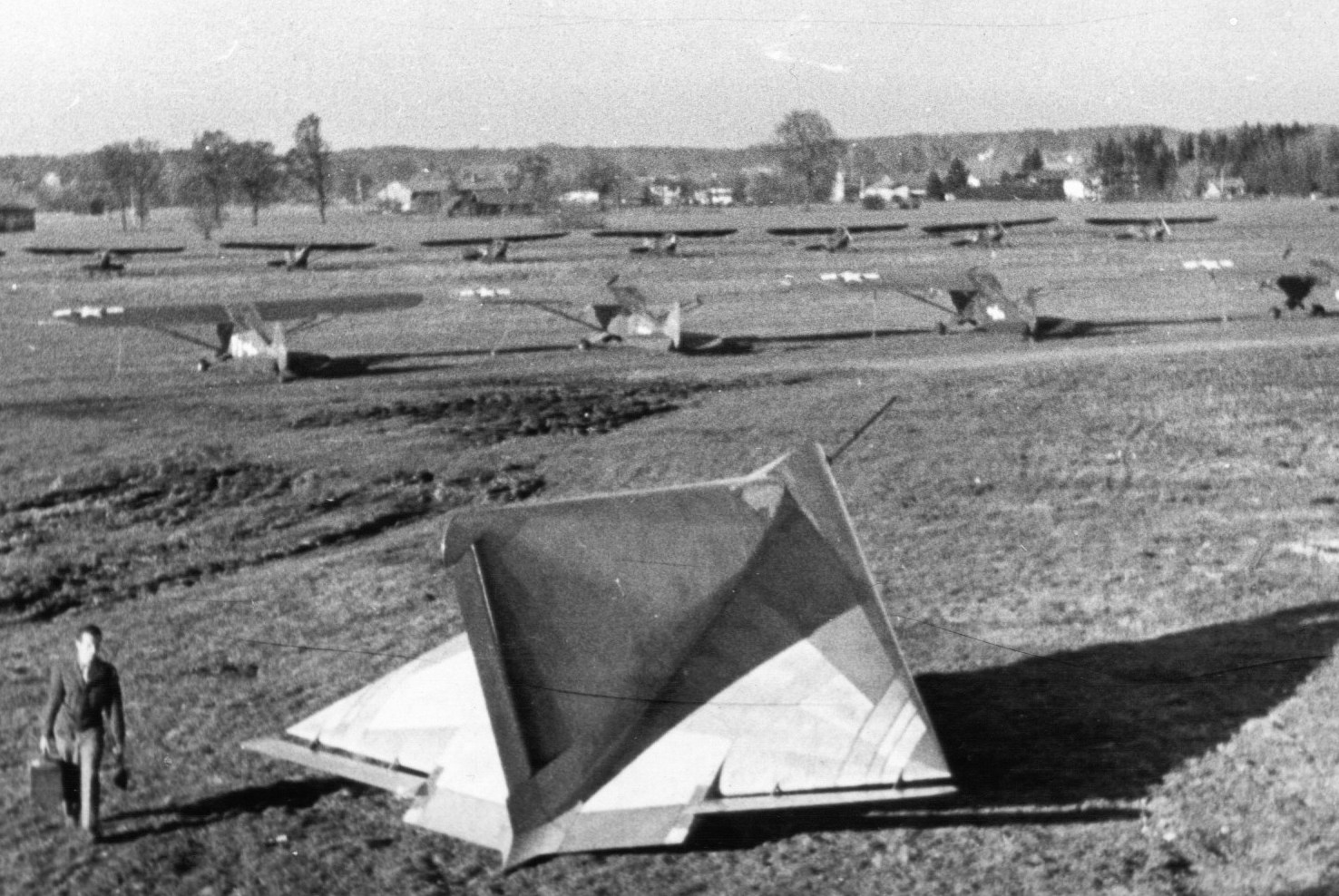
L'avion delta Lippisch DM-1
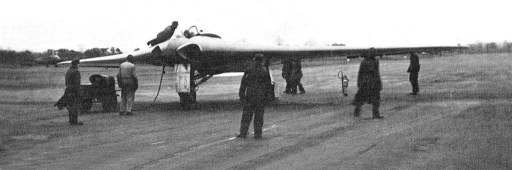
L'aile volante Horten
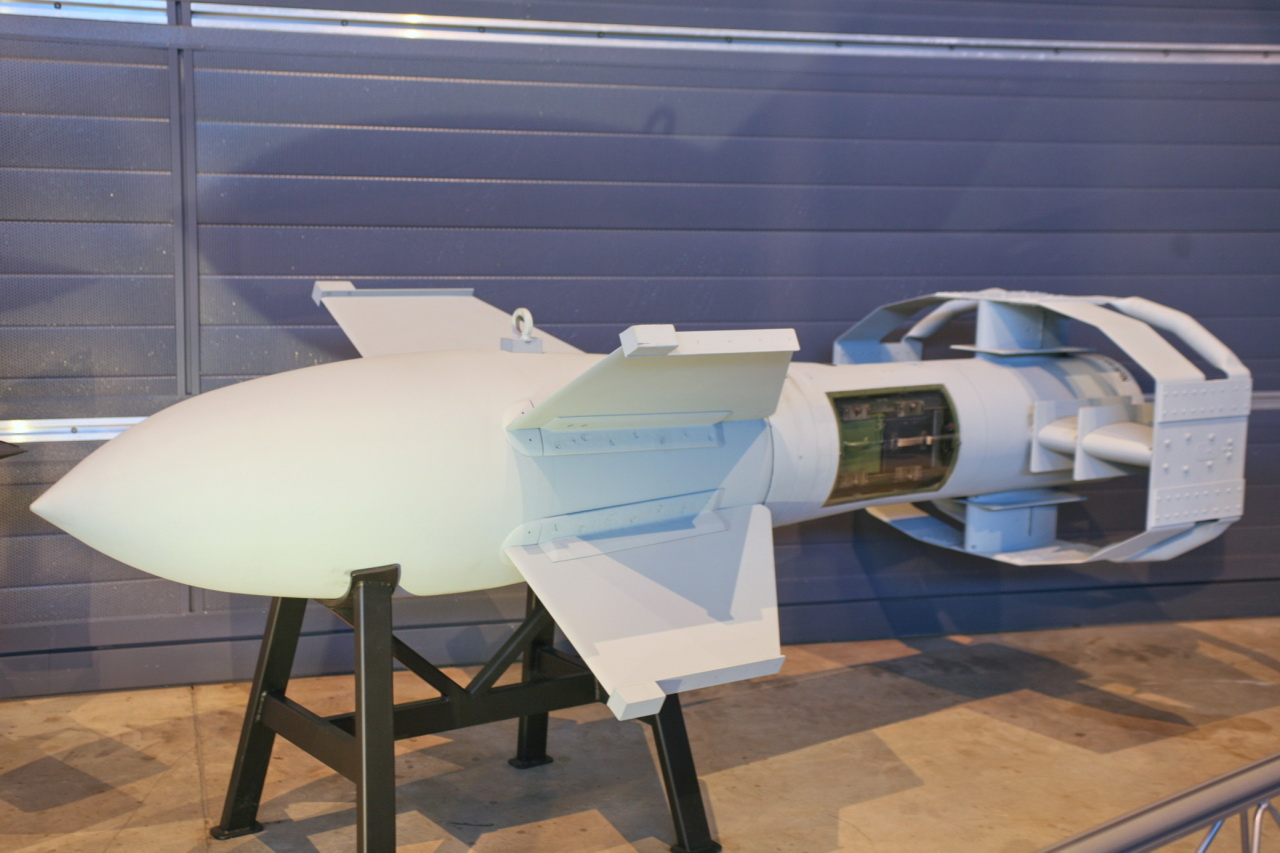
Une bombe guidée anti-navire Fritz X
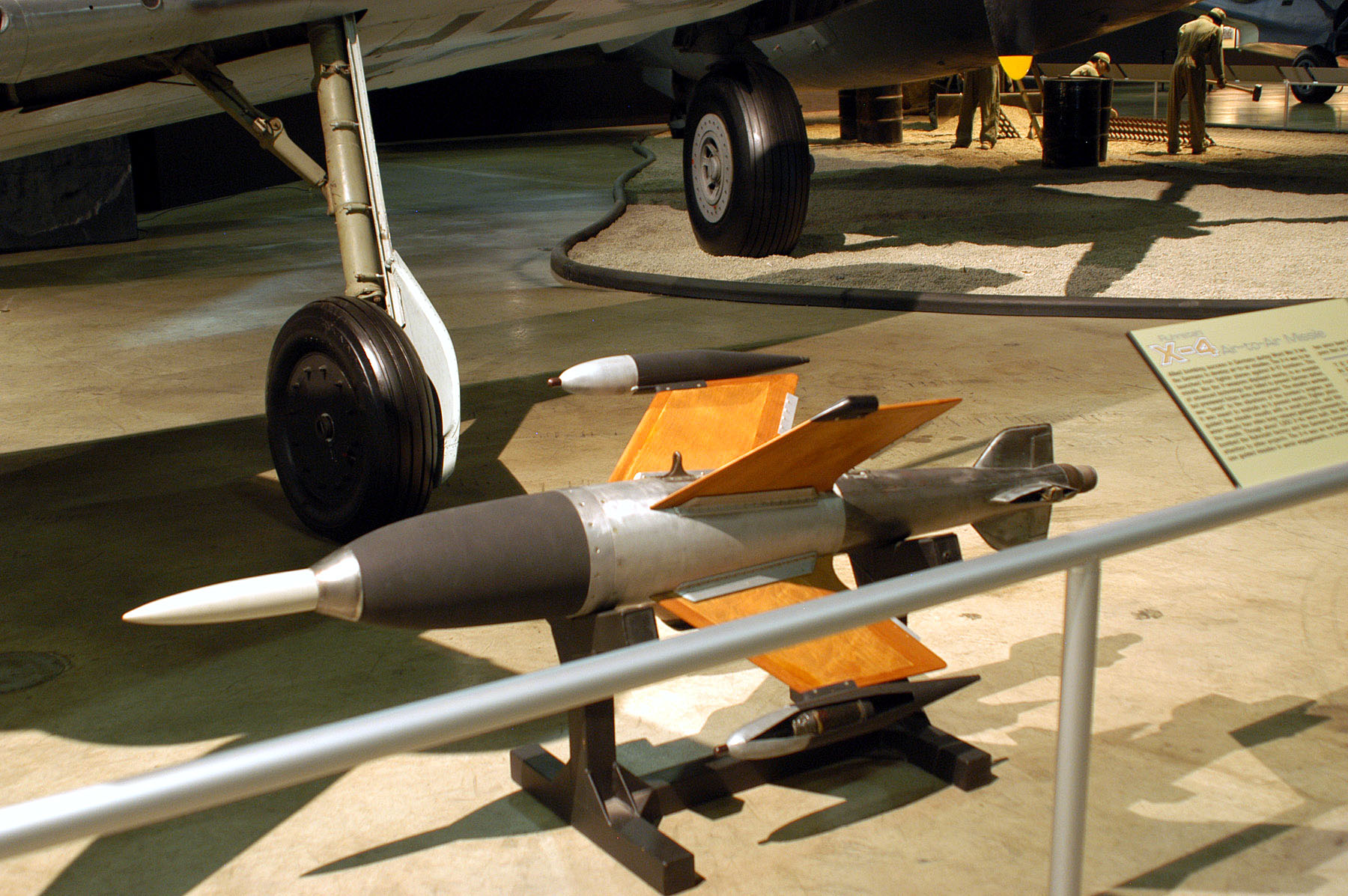
Un missile air-air Kramer X4
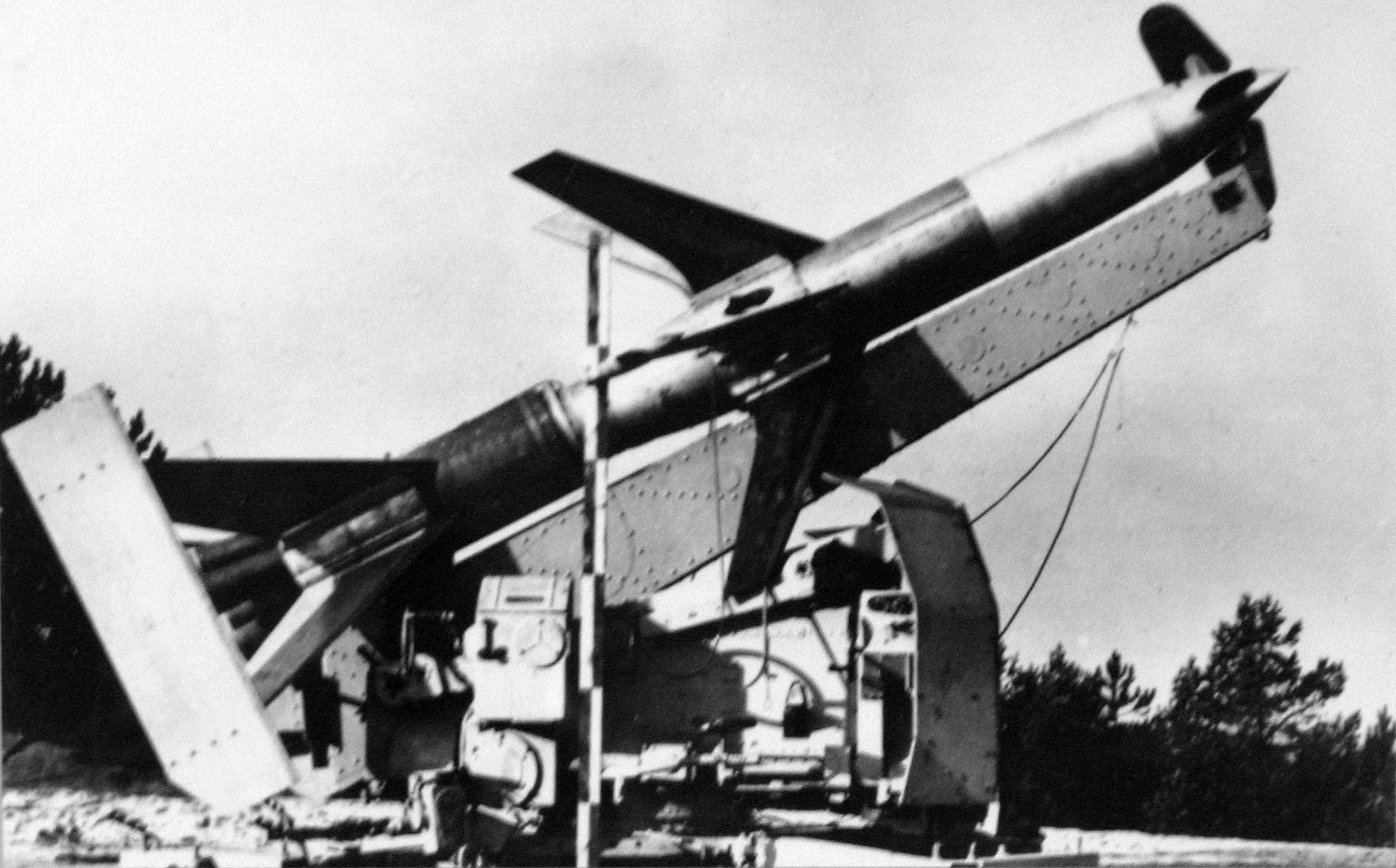
Un missile anti-aérien Rheintochter en 1944
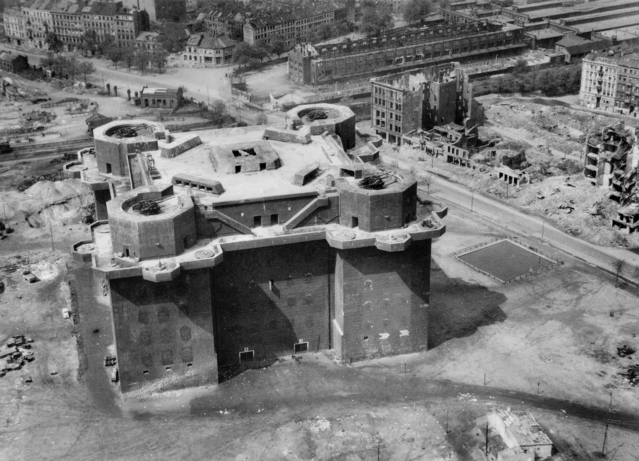
La Flakturm de Hambourg, intacte, au milieu de la ville, détruite
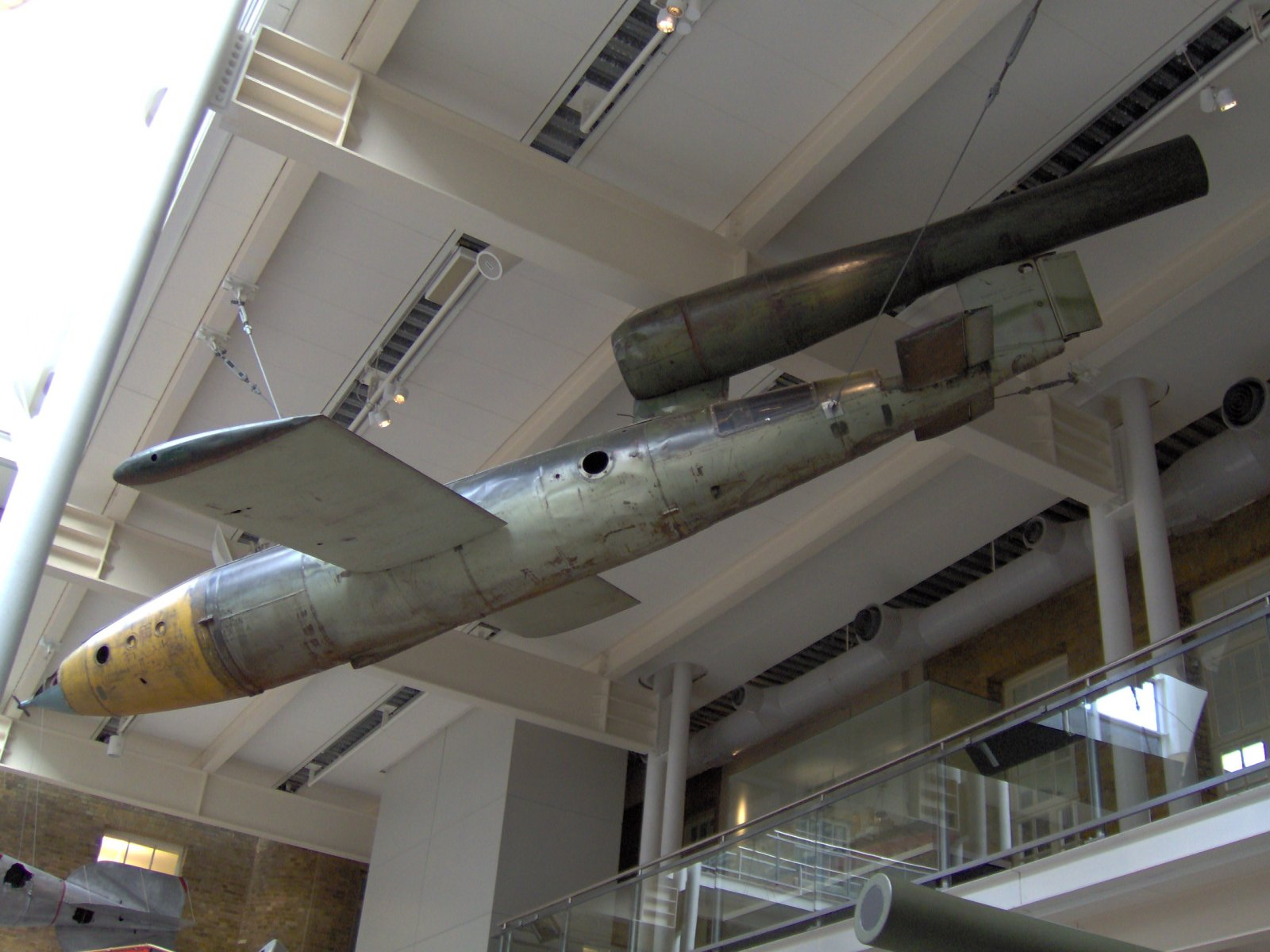
Un V1
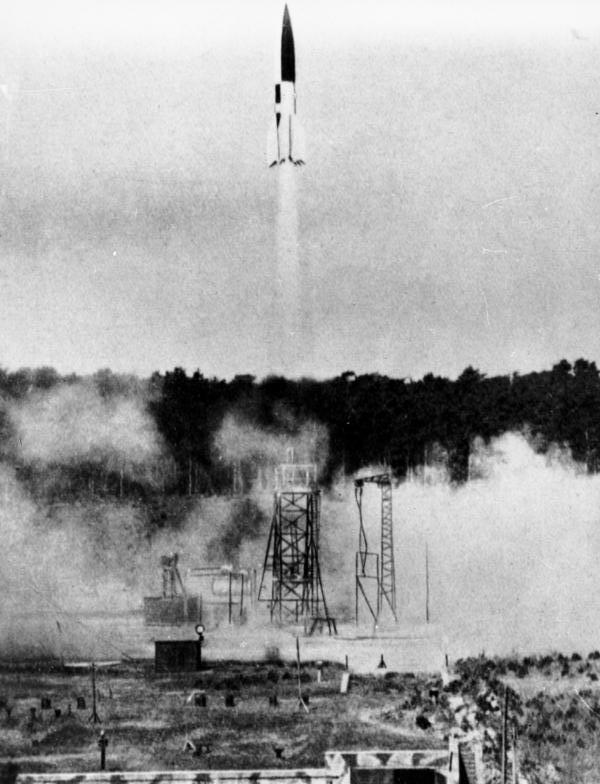
Un tir de V2
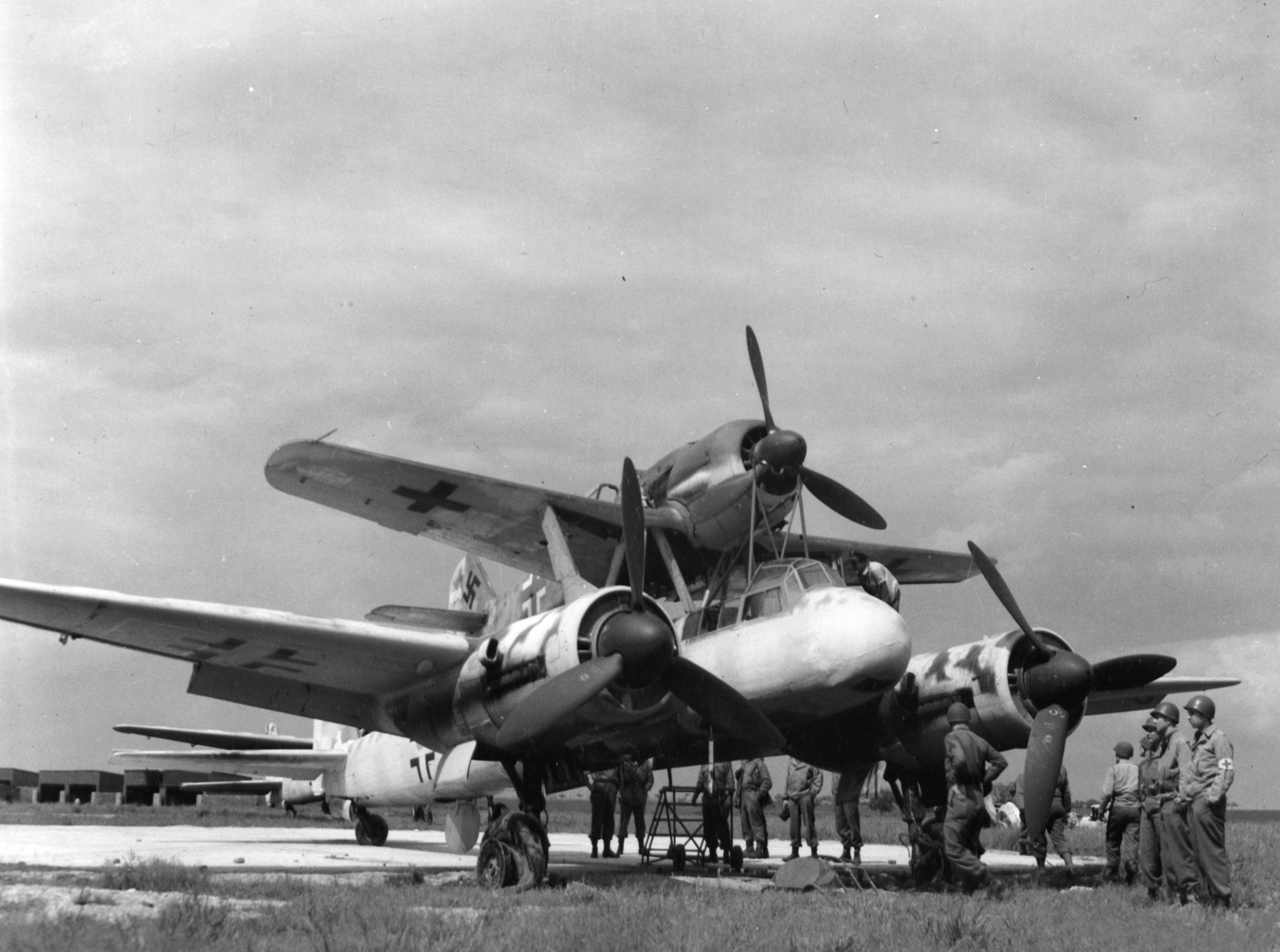
Bombe volante composite Mistel

### Amerika Bomber

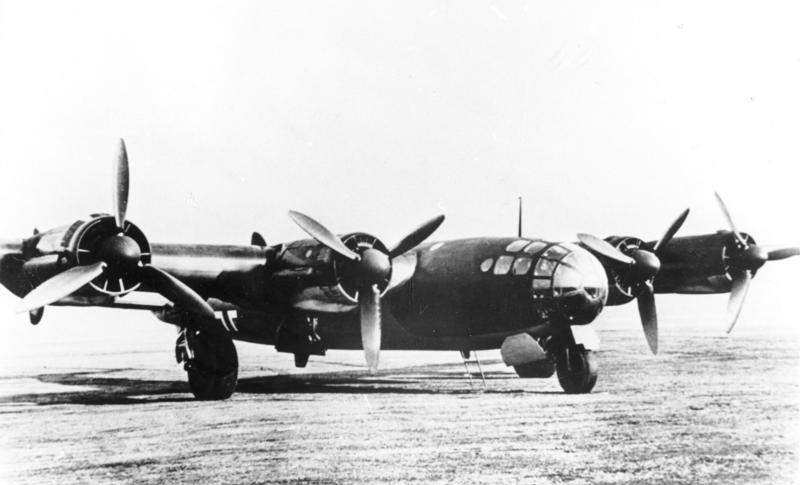
Le Schwerer Bomber - Amerika Bomber - Messerschmitt Me 264. Achevé dès 1942, il ne dépassa cependant pas le stade du prototype

Bien qu'ayant d'emblée opté pour une doctrine militaire résolument offensive, les autorités militaires allemandes — à l'inverse de ce qui se fit en Grande-Bretagne et aux États-Unis — n'accordèrent qu'une attention toute relative aux projets de bombardiers stratégiques à long rayon d'action, favorisant plutôt ceux à moyen rayon — Heinkel He 111, Junkers Ju 88 et variantes ou Dornier Do 17 et variantes — opérant à partir des bases excentrées du Reich et des aérodromes des pays occupés. Le premier appareil « long rayon » mis en service fut en fait un avion de ligne civil militarisé, le Focke-Wulf Fw 200 Condor, affecté à des missions maritimes lointaines. Son successeur désigné, le Heinkel He 177 Greif (Griffon), affligé de vices cachés et de problèmes techniques récurrents et endémiques, ne connut qu'une carrière discrète, sa propension fatale à s'enflammer lui ayant valu le sobriquet de « fliegende Feuerzeug », le briquet volant, et les quelques rares raids sur Londres — missions Steinbock — auxquels il prit part relèvent quasiment de la péripétie. Seuls quelques raids de ces avions sur les usines soviétiques loin de la ligne de front en 1944 furent réellement couronnés de succès, grâce à l'absence de radars et de chasseurs évoluant aisément à haute altitude chez les Soviétiques.

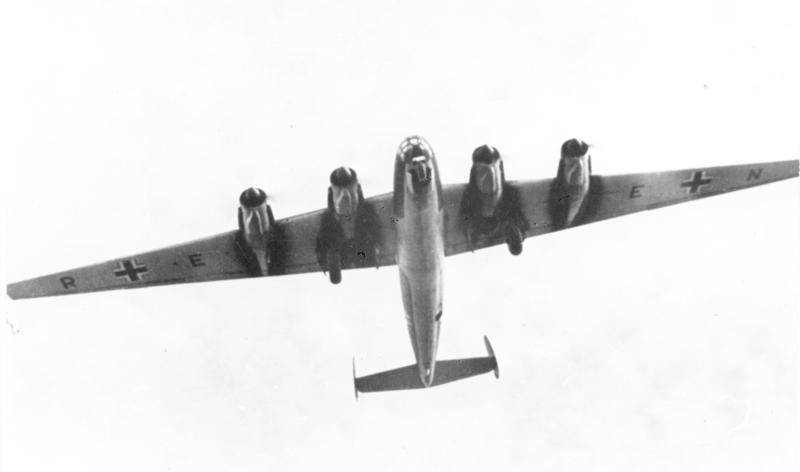
Autre vue du prototype Me 264 en vol

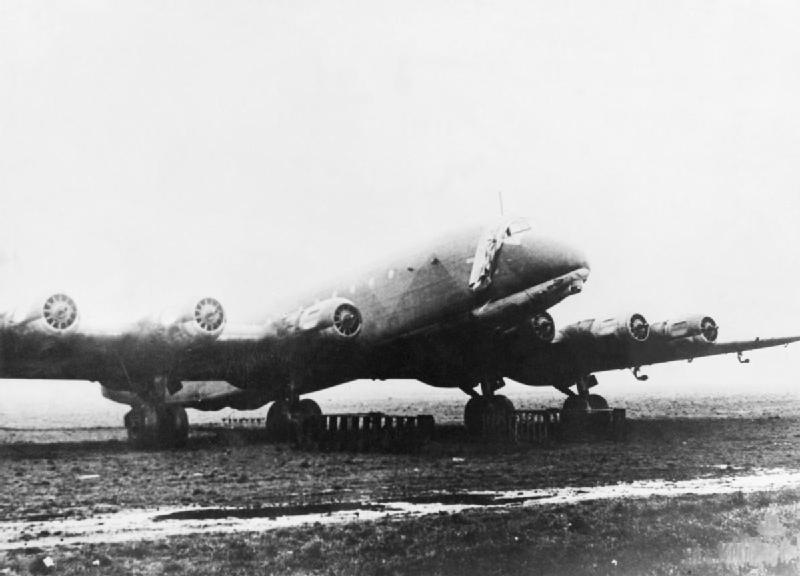
Prototype de Junkers Ju 390

Bien que deux prototypes aient été construits dès 1942, l'ambitieux et remarquable quadrimoteur Messerschmitt Me 264 — l'authentique Amerika Bomber — n'entra jamais en production, les deux exemplaires existants étant réservés pour une éventuelle fuite de Hitler au Japon[réf. nécessaire]. Les projets Junkers et Dornier restèrent également au stade expérimental de prototypes et de bancs d'essai de systèmes d'armes et autre ingénierie aéronautique.
Les développements heureux de la propulsion à réaction allemande et la vindicte exaspérée de Hitler, bien décidé à frapper Londres, Moscou et New York relancèrent, mais bien trop tardivement, ces projets, Joseph Goebbels promettant aux Américains — mais surtout au peuple allemand — un nouveau Blitz digne de celui qui frappa Londres en 1940, en représailles aux bombardements des villes allemandes.
Ce soudain regain d'intérêt des dirigeants politiques du Reich pour le bombardement stratégique permit dès lors un développement poussé du programme Arado Ar 234 Blitz (programme pourtant lancé dès 1941), les premiers appareils montant sur le front en 1944 en version reconnaissance en prenant des photos des formations de troupes en Normandie. Sa vitesse de Mach 0,8, son plafond de 10 000 m et son rayon d'action de 1 500 km devaient lui permettre en théorie de bombarder Londres impunément. Dans la réalité, son rôle se réduisit essentiellement à vainement tenter d'enrayer la progression alliée à l'Ouest par des bombardements défensifs, le plus célèbre d'entre eux étant celui contre le pont de Remagen en mars 1945. À l'approche de la fin des hostilités, neuf appareils basés dans le nord de l'Allemagne tentèrent encore quelques raids tout à fait symboliques et à seule fin de propagande contre Londres.
Parallèlement, d'autres projets dormant depuis le début de la guerre furent relancés dans l'intention bien vaine de donner corps à cette propagande vantant une prochaine victoire grâce aux Wunderwaffen. C'est ainsi que les programmes Junkers (Junkers Ju 388, Junkers Ju 488) ou Dornier 317 connurent un semblant de relance tout aussi illusoire que tardive.
Mais le plus extraordinaire resta sans conteste le projet de bombardier stratosphérique Arado Ar-E 555 qui en théorie aurait pu franchir l'Atlantique, bombarder les États-Unis tout en les traversant et atterrir au Japon pour se réapprovisionner, en faisant ensuite le voyage de retour par-dessus l'URSS à très haute altitude, hors de portée des faucons de Staline.
Notons également le projet japonais de bombardier stratégique Nakajima G10N qui devait pouvoir bombarder les États-Unis depuis les îles Kouriles et atterrir en Europe.

### Mistelet «Kamikazes» allemands

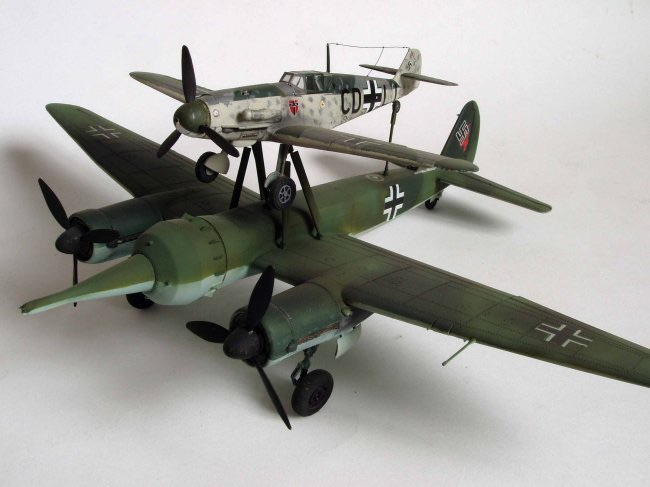
Maquette d'un Mistel 1 composé d'un Bf-109 dirigeant un Ju-88 spécialement modifié

- Mistel, avion composite composé d'un bombardier chargé d'explosif largué par un avion accompagnateur piloté.
- Fieseler Fi 103R Reichenberg, bombe volante V1 pilotée.

## Guerre navale: missiles et sous-marins de poche
- Unterseeboot type XXI
- Unterseeboot type XXVI

## Missiles balistiques et bombe nucléaire
- Missile V2.
- Canon V3.
- Fusée V4.
- pour le projet de bombe nucléaire, lire l'article de synthèse Course à la bombe.

## DesWunderwaffenaux expédients: le «Crépuscule des Dieux»
Le 25 juillet 1944, à peine remis des séquelles de l'attentat du 20 et se méfiant de plus en plus de l'armée, Hitler décréta la « guerre totale » et en septembre mobilisa le « Deutscher Volkssturm », milice populaire chargée de la défense du Vaterland. Les Wunderwaffen promises ne voyant bien sûr pas le jour, cette milice se retrouva équipée de bric et de broc. Des armes prises en 1938 en Tchécoslovaquie ou de vieux fusils néerlandais saisis en 1940, des casques italiens pris en 1943 et des mitrailleuses MG15 démontées de bombardiers inutiles furent ainsi distribués à ces soldats improvisés. On vit même ressortir des arsenaux de vieilles Maxim 08/15 de la Première Guerre mondiale, pourtant retirées de première ligne après la campagne de mai 1940 en raison de leur encombrement excessif, d'anciens combattants de la Première Guerre mondiale assurant l'instruction d'arme de leurs concitoyens, de même d'ailleurs que le vieux casque Stahlhelm M1916. À cause du manque cruel de moyens antichars mobiles, les Panzerjäger — chasseurs de chars — furent équipés de bicyclettes « spéciales » robustes et rudimentaires et conçues pour le transport de plusieurs Panzerfäuste. Des canons antichar de 75 ou 88 mm furent sommairement montés sur des châssis chenillés dépourvus de toute protection pour les servants de la pièce (Waffenträger), les fabuleux tueurs de chars équipés de canon de 128 mm lourd ne dépassant pas quant à eux la planche à dessin ou le modèle en bois. Des armes individuelles « basiques » en tôles embouties de fabrication de masse aisée mais de fiabilité douteuse furent aussi distribuées — dont une copie de la Sten britannique fabriquée par Erma. Ce pitoyable arsenal digne d'un musée n'empêcha cependant pas les Volkssturmmänner de se battre avec détermination sur le front de l'est et à Berlin.

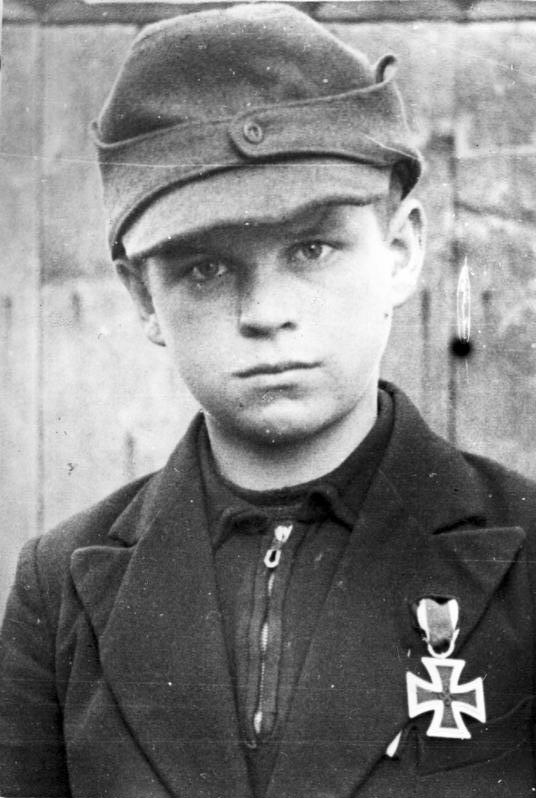
L'arme ultime du Führer : des enfants fanatisés et inconscients, mobilisés au sein du Volkssturm
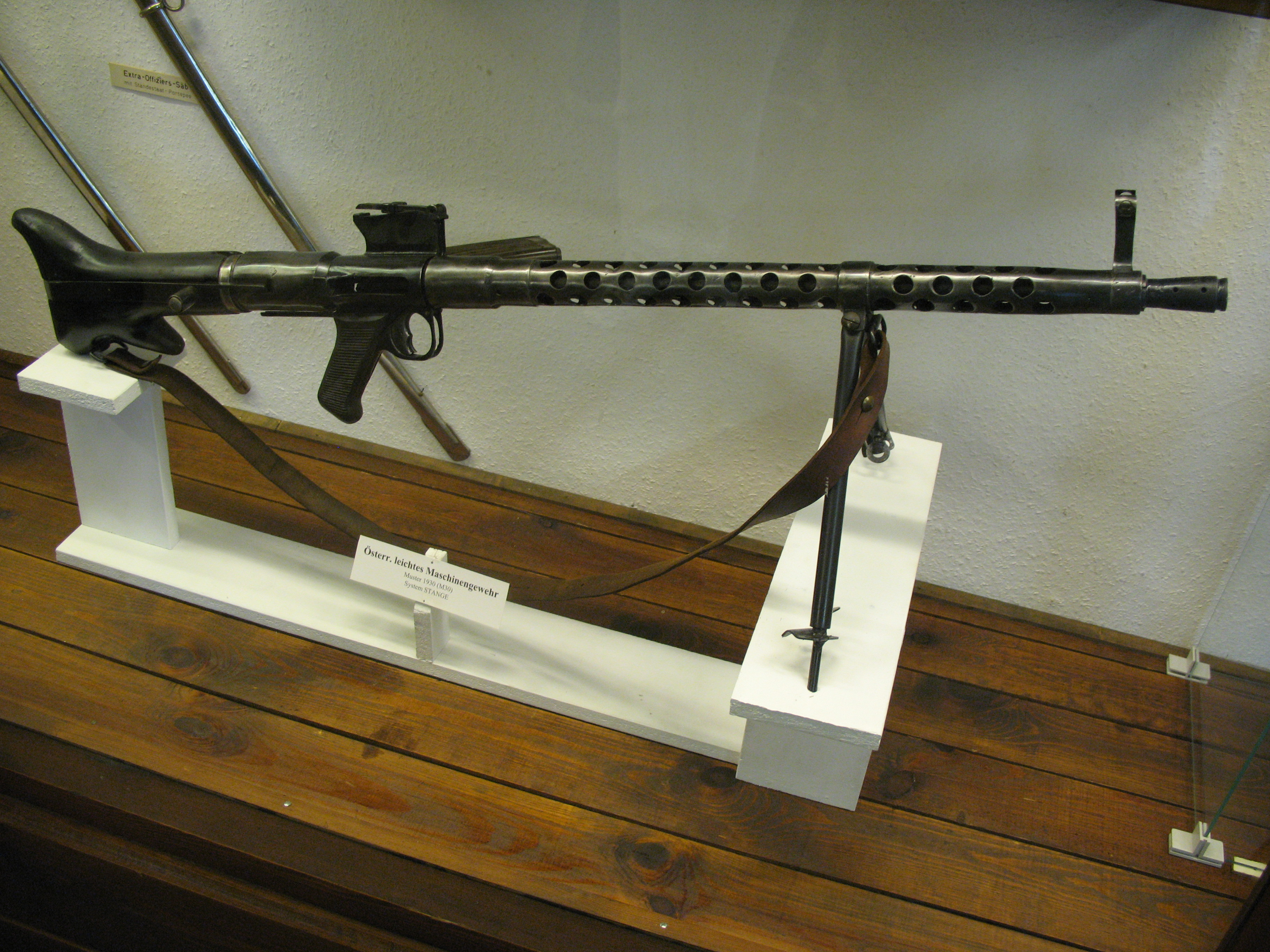
Fusil mitrailleur de l'ex armée autrichienne
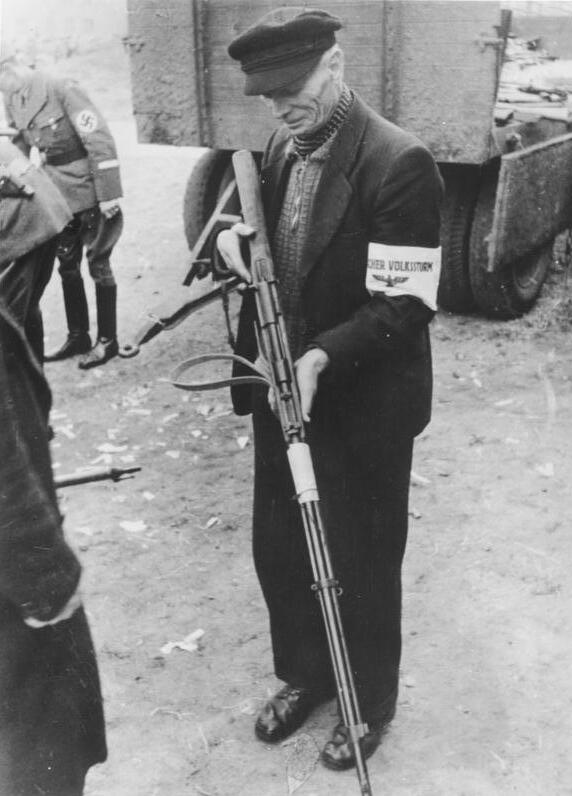
Volkssturmman équipé d'un antique Mauser M1898 ou d'un modèle hollandais
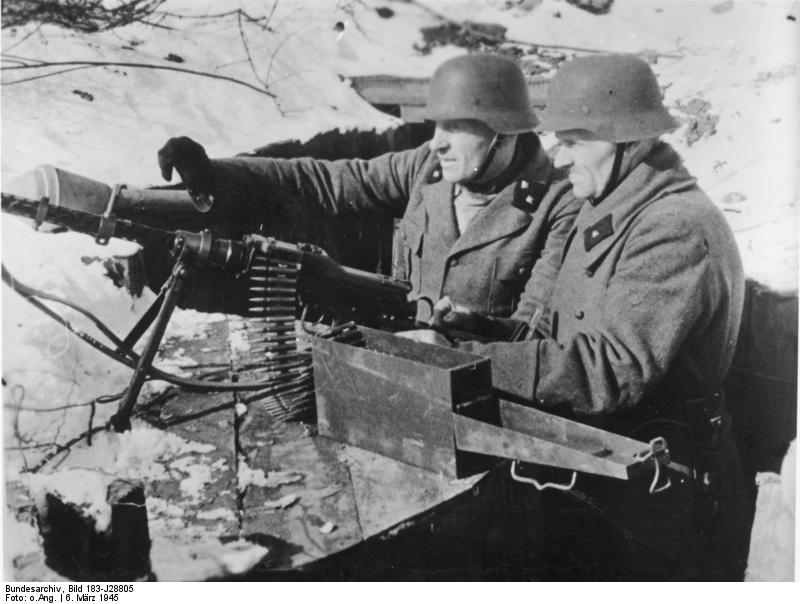
Mitrailleuse de bord de bombardier reconvertie en fusil-mitrailleur

## Liste desWunderwaffen

### Navires

#### Cuirassé
- Classe H, une série de projets de cuirassés, dont le plus imposant, le H44 déplaçait 140 000 tonnes et était armé de 8 canons de 406 mm. Deux navires prévus, démantelés sur cale.

#### U-Boote

##### U-Boote océaniques
- Rocket U-Boot, un projet de sous-marin lanceur de missiles balistiques. Resté à l'état de dessins.
- U-Boot type XXI, aussi appelé Elektroboot, 119 furent construits.
- U-Boot type XXIV, projet de sous-marin anaérobie.
- U-Boot type XXVI, projet de sous-marin anaérobie, plusieurs étaient en construction lorsque la guerre prit fin.

##### U-Boote littoraux
- U-Boot type XXII
- U-Boot type XXIII
- U-Boot type XXV

##### Porte-avion sous-marin
- U-Boot type XI, un U-Boot conçu pour transporter et lancer l'hydravion pliable Ar 231. Un navire prévu mais annulé à la fin de la guerre.

### Chars super-lourds
- Landkreuzer P. 1000 Ratte, un projet de char super-lourd pesant 1 000 t et armé de 2 canons de 280 mm, 1 canon de 128 mm, 8 canons antiaériens de 20 mm et 2 mitrailleuses de 15 mm.
- Landkreuzer P. 1500 Monster, un projet de char super-lourd devant être armé du canon Dora de 800 mm et servi par un équipage d'une centaine de personnes.
- Panzer VII Löwe, projet de char super-lourd de 90 t armé d'un canon de 105 mm. Aucun exemplaire construit.
- Panzer VIII Maus, char super-lourd de 188 t armé de deux canons de 128 mm et 75 mm. Deux prototypes opérationnels construits.
- E-100, projet de char super-lourd de 140 t Prototype, seulement châssis et éléments, non assemblés.

### Avions

#### Planeur
- Junkers Ju 322 Mammut, un planeur de transport lourd, deux prototypes terminés.

#### À hélices
- Arado Ar 240, un projet de chasseur lourd bimoteur pour succéder au Messerschmitt Bf 110. 18 prototypes en furent construits avant que le projet ne soit finalement annulé en 1942 au profit du Messerschmitt Me 210.
- Focke-Achgelis Fa 269 (en), un projet de chasseur tiltrotor VTOL.
- Focke-Wulf Ta 152, un intercepteur de haute altitude.
- Focke-Wulf Ta 400 (en), un projet candidat au programme Amerika Bomber.
- Heinkel He 111Z, un bombardier dit Zwilling (jumeaux), à double fuselage créé en combinant deux He 111 et destiné à remorquer de grands planeurs, il servit également au lancement de V1.
- Heinkel He 274, un bombardier lourd de haute altitude. Deux exemplaires furent construits par la France après la fin de la guerre.
- Heinkel He 277, un projet de bombardier à long rayon d'action candidat au programme Amerika Bomber, aucun exemplaire complété.
- Junkers Ju 390, un Amerika Bomber, deux prototypes fonctionnels ont été complétés et ont volé.
- Junkers Ju 488, un bombardier lourd.
- Messerschmitt Me 210, un chasseur lourd et avion d'attaque au sol prévu pour remplacer le Messerschmitt Bf 110 mais qui souffrit de mauvaises performances techniques et ne fut produit qu'à 90 exemplaires.
- Messerschmitt Me 264, un autre Amerika Bomber, trois prototypes fonctionnels ont été complétés et ont volé.
- Messerschmitt Me 323 Gigant, un transport lourd doté de six moteurs.
- Messerschmitt Me 410, qui fut une évolution directe du Messerschmitt Me 210, et dont les quelques exemplaires prirent part à un certain nombre de combats.

#### Avions à réaction ou à moteur-fusée

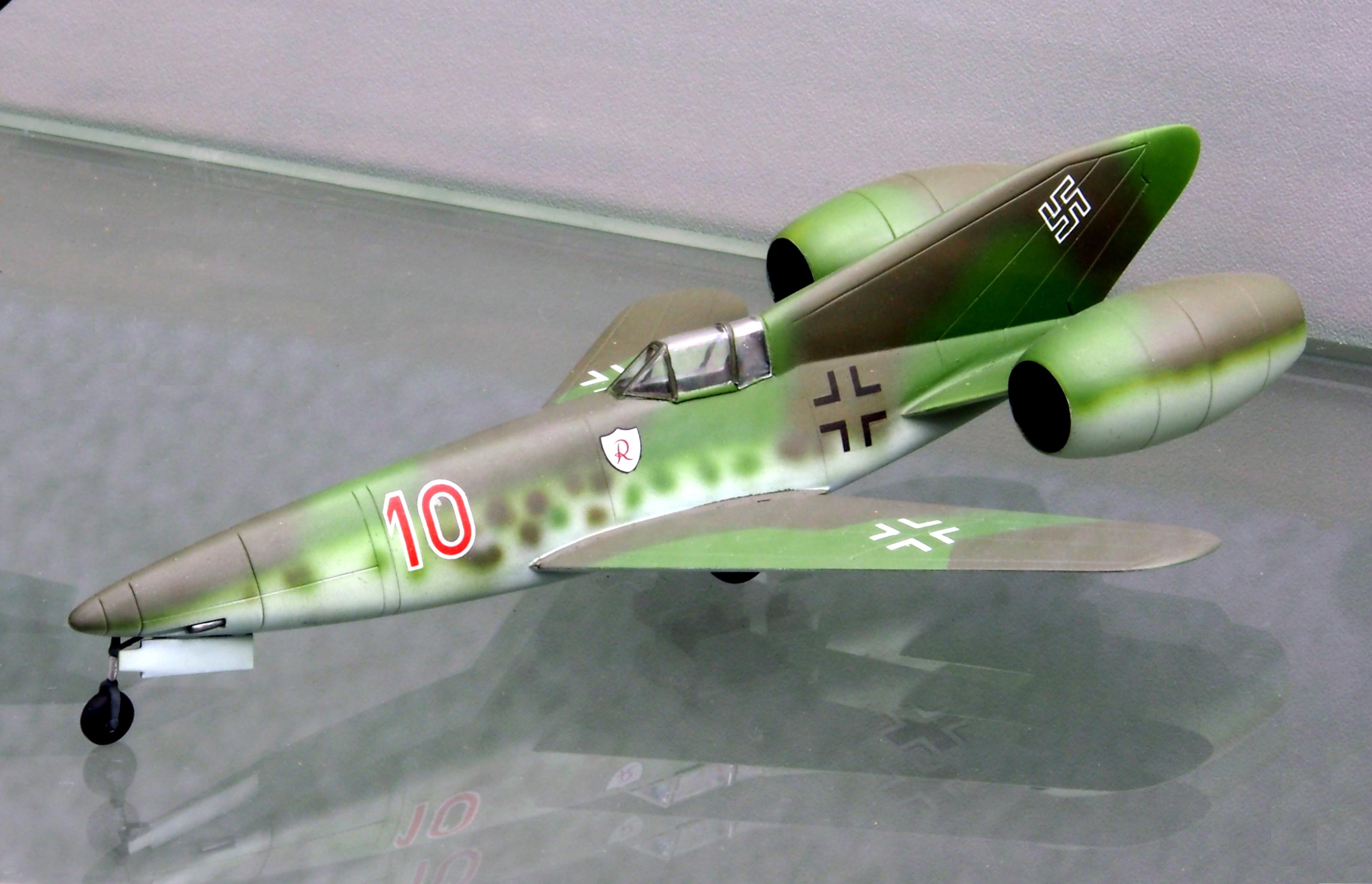
Maquette de Focke-Wulf Ta 283.

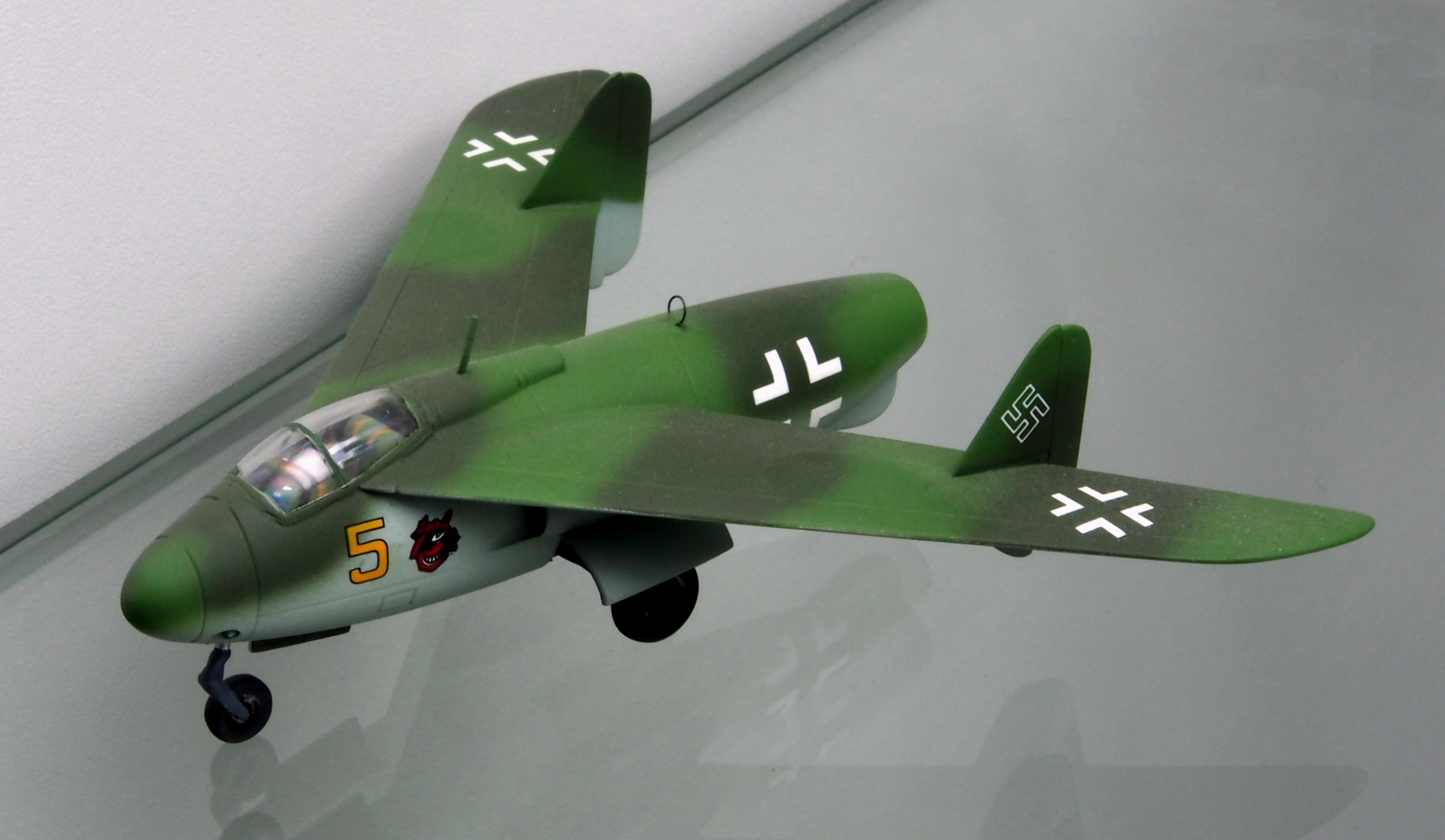
Maquette de Junkers EF 128.

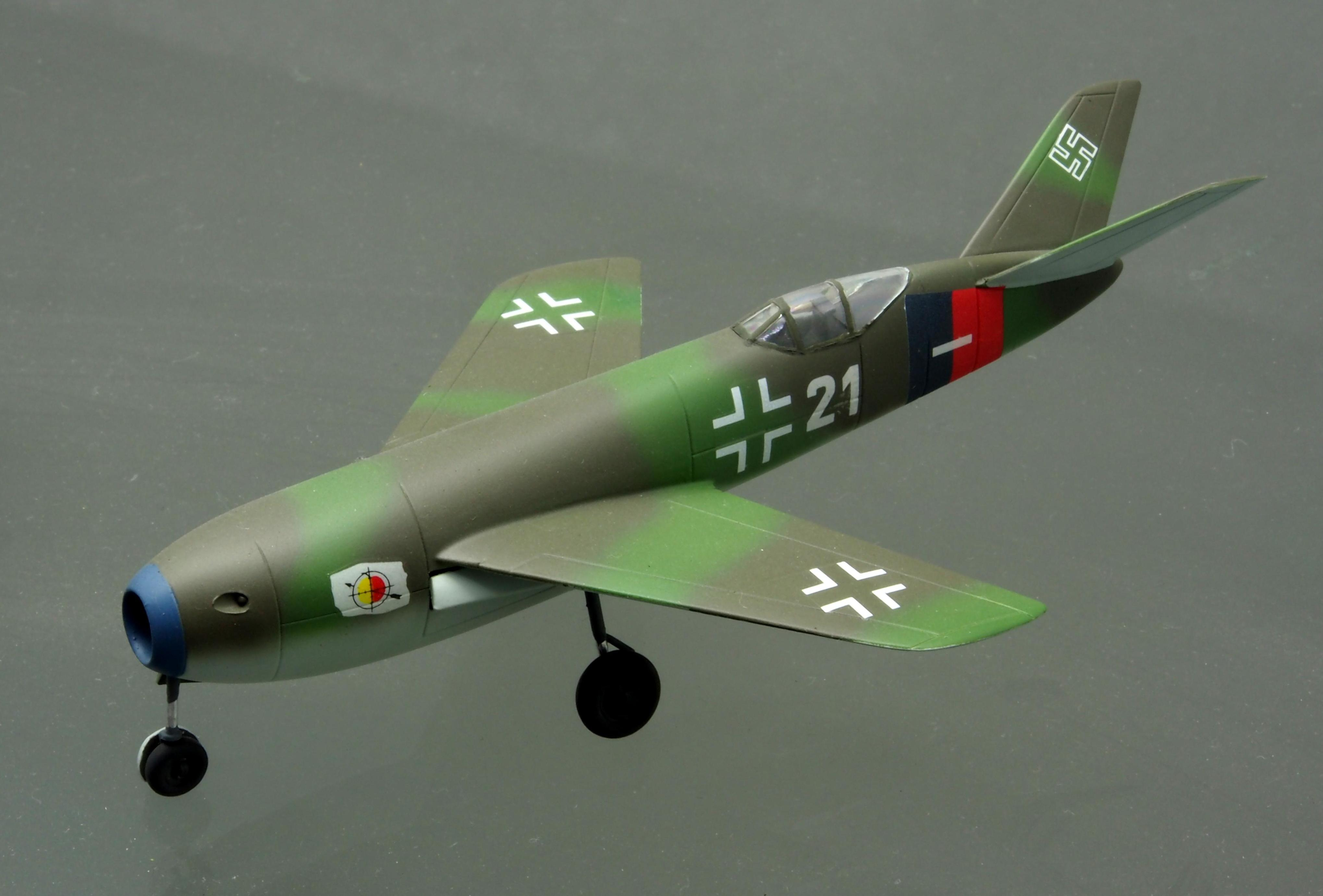
Maquette de Messerschmitt P.1106.

- Arado Ar 234, le premier bombardier à réaction opérationnel.
- Arado Ar-E 555, un projet d'Amerika Bomber à réaction.
- Bachem Ba 349 Natter, un intercepteur à décollage vertical propulsé par un moteur-fusée.
- Blohm & Voss P.178 (en), un projet de bombardier en piqué à réaction.
- Blohm & Voss P 212, un chasseur à réaction sans queue.
- DFS 194 (en), un avion expérimental propulsé par un moteur-fusée.
- DFS 228, un avion de reconnaissance de haute altitude propulsé par un moteur-fusée.
- DFS 346, un avion expérimental propulsé par un moteur-fusée.
- Fieseler Fi 103R Reichenberg, version pilotée du missile V1.
- Focke-Wulf Triebflügel, projet d'avion VTOL, aéronef à décollage et atterrissage vertical dont la voilure aurait été un rotor.
- Focke-Wulf Ta 183 Huckebein, projet de chasseur à réaction à aile en flèche.
- Focke-Wulf Ta 283, projet de chasseur à réaction.
- Heinkel He 162 Volksjäger, chasseur à réaction.
- Heinkel He 176, le premier avion propulsé par un moteur-fusée.
- Heinkel He 178, le premier avion propulsé par un moteur à réaction.
- Heinkel He 280, le premier projet de chasseur à réaction, seul des prototypes furent construits.
- Heinkel He 343 (en), projet de bombardier propulsé par 4 réacteurs, dérivé de l'Arado Ar 234.
- Henschel Hs 132, un projet de chasseur bombardier à réaction.
- Horten Ho 229, un projet de chasseur bombardier furtif à réaction.
- Horten H.XVIII (en), un projet d'aile volante dérivé du Horten Ho 229.
- Junkers EF 128 (en), projet de chasseur à réaction.
- Junkers EF 132, projet de bombardier à réaction.
- Junkers Ju 287, bombardier à réaction à aile en flèche inversée.
- Lippisch P.13a, projet d'intercepteur à réaction à aile delta.
- Lippisch P.13b (en), autre projet d'intercepteur à réaction à aile delta basé sur le précédent.
- Messerschmitt Me 109TL (en), chasseur à réaction désigné comme alternative au Me 262.
- Messerschmitt Me 163 Komet, le premier et unique chasseur à moteur-fusée opérationnel.
- Messerschmitt Me 262 Schwalbe, le premier chasseur/bombardier à réaction opérationnel.
- Messerschmitt Me 263, projet de chasseur à moteur-fusée basé sur le Me 163.
- Messerschmitt P.1101, chasseur à réaction à géométrie variable.
- Messerschmitt P.1106 (en), autre chasseur basé sur l'avion précédent.
- Škoda-Kauba Sk P.14, projet d'intercepteur à statoréacteur.
- Silbervogel, projet de bombardier antipodal suborbital.

#### Hélicoptères

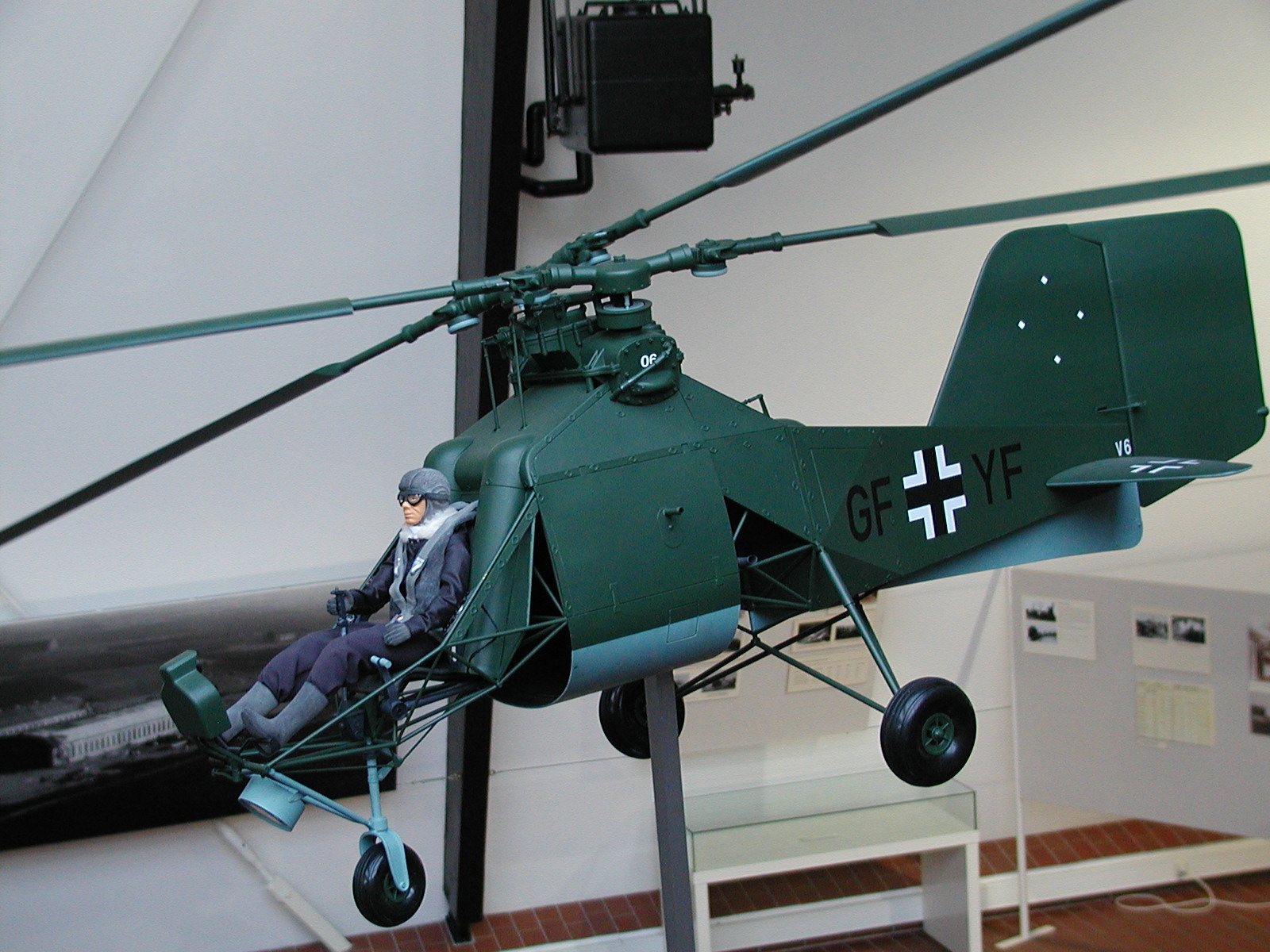
Flettner Fl 282 Kolibri - Maquette de l'un des hélicoptères les plus perfectionnés de la guerre

- Flettner Fl 184 (en) (prototype) hélicoptère de reconnaissance
- Flettner Fl 185 (en) (prototype) hélicoptère de reconnaissance
- Flettner Fl 265 (en) hélicoptère de reconnaissance
- Flettner Fl 282 Kolibri
- Flettner Fl 339 (de) (projet) hélicoptère de reconnaissance
- Focke-Achgelis Fa 61 (prototype)
- Focke-Achgelis Fa 223 Drache hélicoptère de transport
- Focke-Achgelis Fa 225 (en) (prototype) hélicoptère de transport
- Focke-Achgelis Fa 266 Hornisse (prototype)
- Focke-Achgelis Fa 269 (en) (prototype)
- Focke-Achgelis Fa 284 (en) (prototype)
- Focke-Achgelis Fa 330 Bachstelze hélicoptère de reconnaissance
- Focke-Achgelis Fa 336 (prototype) hélicoptère de reconnaissance
- Focke-Wulf Fw 186 (prototype) autogire de reconnaissance
- Weserflug P. 1003/1 (prototype) avion à décollage vertical

### Bombes et explosifs
Fritz-X : Première bombe guidée de l'histoire

### Artillerie et armes sans recul
- Panzerfaust 30 d'une portée maximum de 30 mètres, utilisable 1 seule fois
- Panzerfaust 60 d'une portée maximum de 60 mètres, utilisable 1 seule fois
- Panzerfaust 100 d'une portée maximum de 100 mètres, utilisable 1 seule fois
- Panzerfaust 150 d'une portée maximum de 150 mètres, capable de tirer plusieurs roquettes, mais qui ne put entrer en service avant la fin de la guerre
- Panzerfaust 250 d'une portée maximum de 250 mètres, mais qui ne resta qu'à l'étape de projet

### Missiles

#### Missiles anti-navires
- Fritz X
- Henschel Hs 293

#### Missiles air-air
- R4M
- Kramer X4

#### Roquettes ou missiles sol-air[9]
- Taifun F (de)
- Enzian
- Rheintochter
- Schmetterling
- F25, Feuerlilie (de)
- Wasserfall

#### Roquettes ou missiles antichars
- Ruhrstahl X-7
- 8.8 cm Raketenwerfer 43 Puppchen
- Panzerschreck

### Radars
- Radar Lichtenstein
- Radar FuG 240 Berlin

### Arme orbitale
- Le Zoïng-Gewer, projet d'envoyer un miroir géant qui aurait dû canaliser l'énergie du soleil pour la renvoyer sous forme de rayon et détruire des villes (en réalité il n'aurait détruit que de petites surfaces)[11].

### Fusils
- Le fusil-d'assaut MP-44 fut équipé du dispositif Vampir (en), premier système de vision nocturne de l'Histoire. Dans le camp allié, ce dispositif était considéré comme de la propagande.
- Le Krummlauf (en) est un dispositif qui s'attache au bout du fusil-d'assaut MP-44 et qui a pour particularité d'avoir le canon tordu à 30, 45, 60 et 90 degrés.

### Armes sans projectile
- Le Windkanone ou canon à vent destiné à abattre, à déséquilibrer, un avion en utilisant un puissant souffle d'air comprimé[9],[12],[13],[14]
- Le Himmelfeger kanone fonctionnant sur le principe d'une turbulence, à la manière d'un tourbillon et censé déstabiliser les formations de bombardiers alliés[9],[14]
- Le Schallkanone, un canon à son, fonctionnant sur le principe des ondes sonores et capable d'endommager le système nerveux d'un homme ou de le désorienter[9],[14],[15].

## Wunderwaffeet science-fiction uchronique
Les Wunderwaffen ont inspiré, depuis la fin de Seconde Guerre mondiale, de nombreux scénarios uchroniques mettant en scène des machines diaboliques tirées d'expérimentations scientifiques nazies.
Ce thème a notamment fait l'objet d'un sous-genre du cinéma italien des années 1960, la nazisploitation. Dans les années 1980, la série de films Indiana Jones dépeint également des nazis à la recherche d'armes miraculeuses. On le retrouve aujourd'hui toujours au cinéma (Iron Sky, 2012), mais également dans les jeux vidéo Call of Duty: World at War et par la suite Call of Duty: Black Ops, Black Ops II et Black Ops III et Prisoner of war ainsi que dans la série Wolfenstein notamment Wolfenstein : The New Order.
Le thème est également exploité par la bande dessinée comme Je suis légion (2004-2007), Block 109 (2010-), Wunderwaffen (2012-) - qui met en scène le Lippisch P13a, intercepteur stato-fusée - Dent d'ours (2013-2018) ou Space Reich (2015) qui décrit une conquête spatiale alternative entre les États-Unis et le Reich.